# Conflicto armado interno de Colombia
El conflicto armado interno de Colombia es una guerra asimétrica de baja intensidad que se desarrolla en Colombia desde 1960, y que se extiende hasta la actualidad, con antecedentes y causas directas de la etapa conocida como La Violencia, que enfrentó a los partidos Liberal y Conservador (aproximadamente, entre 1928 y 1958). Los principales actores involucrados han sido el Estado colombiano, las guerrillas de extrema izquierda y los grupos paramilitares de extrema derecha. A estos se le han sumado los carteles del narcotráfico, las llamadas bandas criminales y los grupos armados organizados (véase Facciones del conflicto armado interno en Colombia). 
Este conflicto armado interno ha pasado por varias etapas de recrudecimiento (la más grave entre 1988 y 2002), cuando los actores armados comenzaron a financiarse a través de medios ilícitos como el narcotráfico, la minería ilegal, secuestros, entre otras actividades delictivas. Confluyen el accionar del Estado, guerrillas, narcotraficantes y paramilitares con las tomas e incursiones armadas, desapariciones forzadas, masacres, desplazamiento forzado masivo, terrorismo, secuestros de civiles, militares y políticos, torturas, ejecuciones extrajudiciales conocidas como falsos positivos, minas antipersona, entre otros. En el conflicto ha intervenido Estados Unidos prestando apoyo logístico, económico y militar al Estado colombiano. Presentándose hechos violentos y desplazamientos en áreas fronterizas con Perú, Ecuador, Brasil, Venezuela y Panamá.
En años recientes se ha presentado un descenso en la intensidad del conflicto con la desmovilización de las estructuras paramilitares de las AUC en 2006, y de la guerrilla de las FARC-EP en 2016. La guerrilla del ELN continúa activa, junto a grupos paramilitares y narcotraficantes las Bandas Criminales (Bacrim), Grupos Armados Organizados (GAO); disidencias de las FARC-EP, (se les agrega el término Residuales GAOR);y la disidencia de la guerrilla del EPL (considerada como GAO), (véase Conflicto armado interno de Colombia en el siglo XXI).
Según el informe "¡Basta ya!: Colombia: memorias de guerra y dignidad" (2013), del Centro Nacional de Memoria Histórica, fueron 220.000 las muertes causadas por el conflicto entre 1958 y 2012, de las cuales 177.307 eran de civiles. Los mayores responsables de estas muertes fueron estadísticamente los grupos paramilitares (40%), seguidos de los grupos guerrilleros (25%) y agentes del estado (8%). Para 2022 según el Registro Único de víctimas se cuentan 9.342.426 víctimas en 12.019.838 eventos o hechos victimizantes. Dentro de estas categorías se encuentran las personas que fueron desaparecidas, amenazadas, desplazadas, secuestradas, víctimas de actos terroristas, masacres, asesinatos, minas antipersona, torturas, reclutamiento forzado de menores de edad y violencia sexual.  (véase Víctimas del conflicto armado interno en Colombia).
Para una lista de los hechos del conflicto, véase Cronología del conflicto armado interno de Colombia y Hechos de violencia del conflicto armado interno en Colombia.

## Antecedentes y causas
Considerados como antecedentes del conflicto a los acontecimientos históricos y períodos de la historia colombiana que anteceden al año de 1960 hasta la actualidad en que se desarrolla el conflicto armado interno de Colombia, teniendo en cuenta fuentes como los ensayos del informe de la Comisión Histórica del Conflicto y sus Víctimas de 2015, entre otras fuentes:
- Guerras civiles del siglo XIX, la Guerra de los Mil Días, y La Violencia (1925-1958).[36][37][38] Recrudecida con el Bogotazo o Gaitanazo (1948).[39][40]
- Gobiernos de Laureano Gómez (1950-1953), Gustavo Rojas Pinilla y de la Junta Militar (1953-1958).[41]

Algunas de las causas por las que surgió el Conflicto armado interno de Colombia son:
- La debilidad del Estado, y la ausencia de sus instituciones en amplias regiones del territorio nacional.[42]
- El problema de la posesión de la tierra, las marcadas diferencias económicas, el fracaso de la reforma agraria y de políticas rurales.[43][44]
- La polarización y la persecución a la población civil debido a su orientación política, la falta de espacios democráticos y de participación.[45][46]
- La desigualdad y exclusión social y la falta de acceso a servicios básicos, educación, salud y vías de transporte.[47][48]
- La aparición y crecimiento del narcotráfico introducido en todos los sectores de la sociedad, el Estado y financiación de la guerra.[49][50]
- La injerencia de los Estados Unidos en la política interna colombiana y las políticas contrainsurgentes.[11][51]

## Conflicto armado interno en el Frente Nacional (1958-1974)
Artículo principal: Conflicto armado interno de Colombia en el Frente Nacional
La primera etapa del conflicto armado interno de Colombia se dio durante el sistema bipartidista de alternancia en el poder conocido como Frente Nacional, que se creó para terminar con la violencia bipartidista. El conflicto se desarrolló en el marco de un estado de excepción durante todo el período de las administraciones de Alberto Lleras Camargo (1958-1962), Guillermo León Valencia (1962-1966), Carlos Lleras Restrepo (1966-1970) y Misael Pastrana (1970-1974). En esta etapa participaron como actores armados el bandolerismo, las guerrillas (FARC, ELN, EPL, M-19) y los paramilitares o autodefensas regionales.

### Gobierno de Alberto Lleras Camargo (1958-1962)
Electo el liberal Alberto Lleras Camargo, llevó a cabo un plan de rehabilitación, y se presentó la formación de grupos de: bandoleros (considerados como criminales comunes) y de autodefensas campesinas del Partido Comunista en la Cordillera Central, (Marquetalia y Riochiquito) y la Cordillera Oriental (El Pato y el río Guayabero). El conflicto se reactivó en Tolima, donde antiguos guerrilleros liberales y terratenientes, hostigaron a los guerrilleros comunistas, dando muerte a cabecillas amnistiados o inactivos. El 11 de enero de 1960 fue asesinado el líder comunista Jacobo Prías Alape ‘Charro Negro’. Además en junio de 1961 en el desarrollo del IX Congreso del Partido Comunista, se aprobó la tesis de combinar todas las formas de lucha. El senador conservador Álvaro Gómez denunció en el Congreso de la República la existencia de “Repúblicas Independientes” en Colombia el 25 de octubre de 1961. En enero de 1962, se iniciaron combates que enfrentaron a las Autodefensas Campesinas de Manuel Marulanda 'Tirofijo' con el Ejército Nacional en Planadas (Tolima). Surgieron las primeras guerrillas que fueron: el Movimiento Obrero Estudiantil y Campesino (MOEC) de Antonio Larrota, en Vichada Tulio Bayer en 1961, el Ejército Revolucionario de Colombia (ERC) de Roberto González 'Pedro Brincos' en 1961, el Frente Unido de Acción Revolucionaria (FUAR) de Luis Valencia y Gloria Gaitán, en 1962, y en Magdalena Medio de Federico Arango. Estas primeras organizaciones sin apoyo de bases sociales organizadas ni partidos, fueron rápidamente aniquiladas.

### Gobierno de Guillermo León Valencia (1962-1966)
La elección del conservador Guillermo León Valencia buscó la “pacificación” total del país. Los cabecillas del bandolerismo fueron abatidos: (Efraín González ‘Siete Colores’, Jacinto Cruz ‘Sangre Negra’, William Aranguren ‘Desquite’, Teófilo Rojas ‘Chispas’). En febrero de 1963 la Masacre de Santa Bárbara (Antioquia) perpetrada por el Ejército Nacional. Entre mayo y junio de 1964 el gobierno lanza la Operación Soberanía contra la “República de Marquetalia”, bajo la Doctrina de Seguridad Nacional (plan LASO: Latin American Security Operation), en Planadas (Tolima). Dirigida por el coronel José Matallana, contra los comunistas de Isauro Yosa ‘Mayor Lister’, y Manuel Marulanda ‘Tirofijo’, que escaparon hacia Riochiquito (Cauca), controlado por Ciro Trujillo. Los sobrevivientes formularon el Programa Agrario de los guerrilleros en julio de 1964 y en su primera conferencia formaron el Bloque Sur con otras fuerzas comunistas dirigidas por Manuel Marulanda ‘Tirofijo’, Ciro Trujillo y Jacobo Arenas como ideólogo. En marzo de 1965, el Bloque Sur se toma Inzá (Cauca), y operaba en Natagaima y Chaparral (Tolima). A finales de 1965, el Ejército aseguró el área, mientras el Bloque Sur se replegó al piedemonte amazónico y el páramo del Sumapaz, realizando ataques y secuestros en Huila, Tolima y Cauca. En su segunda conferencia en mayo de 1966, toman el nombre de Fuerzas Armadas Revolucionarias de Colombia (FARC).  Por su parte el Ejército de Liberación Nacional (ELN) nace con la Brigada pro liberación José Antonio Galán de Fabio Vásquez, entrenada en Cuba, el 4 de julio de 1964. En enero de 1965, realizan la toma de Simacota (Santander). El 15 de febrero de 1966 fue abatido el sacerdote, sociólogo y fundador del Frente Unido del Pueblo: Camilo Torres, que se había unido al ELN en 1965, en el combate en Patio Cemento (Santander) y su cuerpo desaparecido. Valencia autorizó la creación de grupos de autodefensa paramilitares, sugeridos por el general estadounidense William P. Yarborough.

### Gobierno de Carlos Lleras Restrepo (1966-1970)
En 1966 fue elegido el liberal Carlos Lleras Restrepo que propuso una política de Reforma Agraria con el decreto 755 de 1967, legalizó la Asociación Nacional de Usuarios Campesinos (ANUC) una organización campesina, para la participación en el Instituto Colombiano de la Reforma Agraria (INCORA). Finalmente la reforma agraria fracasó quedando definitivamente aplazada. Las FARC atacadas en Cartago (Valle del Cauca). Ciro Trujillo, cofundador de las FARC fue abatido el 5 de octubre de 1968 en Aquitania (Boyacá), y el 14 de abril de 1970 fue detenido Januario Valero ‘Oscar Reyes’, comandante de las FARC. En 1968 se presentan protestas en la Universidad Nacional, contra el gobierno, durante las visitas de los políticos estadounidenses Robert McNamara y John Rockefeller. El Ejército Nacional ingresa a la universidad y es cerrada por 2 años. El Ejército Popular de Liberación (EPL) fue fundado el 10 de febrero de 1967 como el brazo armado del Partido Comunista de Colombia - Marxista Leninista. En mayo de 1968 fue abatido Pedro Vásquez comandante del EPL. En abril de 1968, abatido Dumar Aljure. Su caída señaló el final oficial del bandolerismo.  El ELN sufrió deserciones y conflictos internos desde marzo de 1968, en Antioquia, Bolívar y Santander se toman poblaciones y tienden emboscadas. Tercera Conferencia de las FARC en abril de 1969 en el río Guayabero (Meta), y se expanden hacia el Magdalena Medio. La Ley 48 de 1968, permitió la legalización de los grupos paramilitares, vigente hasta 1989.

### Gobierno de Misael Pastrana Borrero (1970-1974)
El candidato del Frente Nacional, el conservador Misael Pastrana Borrero, se enfrentó al líder de la ANAPO, el general retirado Gustavo Rojas Pinilla. En las elecciones del 19 de abril de 1970, Pastrana ganó, bajo acusaciones de fraude electoral. Como respuesta apareció el Movimiento 19 de Abril (M-19), una guerrilla urbana con el liderazgo de Jaime Bateman en 1973. Tras una campaña en la prensa, el 17 de enero de 1974 el M-19 robó la espada de Bolívar de la Casa-Museo Quinta de Bolívar en Bogotá. El ELN realiza un atentado fallido al general Álvaro Valencia en Bogotá en octubre de 1971. Las FF.MM realizan la Operación Anorí, en septiembre de 1973, dirigida por los coroneles Álvaro Riveros y Ramón Rincón,casi desarticulado el ELN. En noviembre se rinde Ricardo Lara, y en febrero de 1974 fue abatido el sacerdote español Domingo Laín del ELN. Su comandante Fabio Vásquez,huye a Cuba, donde murió en 2019.  El 26 de febrero de 1971, la Masacre de Cali por parte de la Policía y el Ejército Nacional en la Universidad del Valle. Cuarta conferencia de las FARC en El Pato (Huila), extendieron sus operaciones militares en el Urabá (Antioquia) y Santander.  Las FF.MM. cercaron durante 15 días a Manuel Marulanda en Rioblanco (Tolima). Paralelamente aparece la primera generación de narcotraficantes, con la bonanza marimbera o el auge del cultivo de marihuana en la Costa Caribe. El gobierno interviene en la primera guerra verde en Boyacá, en la cual se enfrentaban los esmeralderos, desde 1965 aproximadamente.

Conflicto armado interno colombiano durante el Frente Nacional
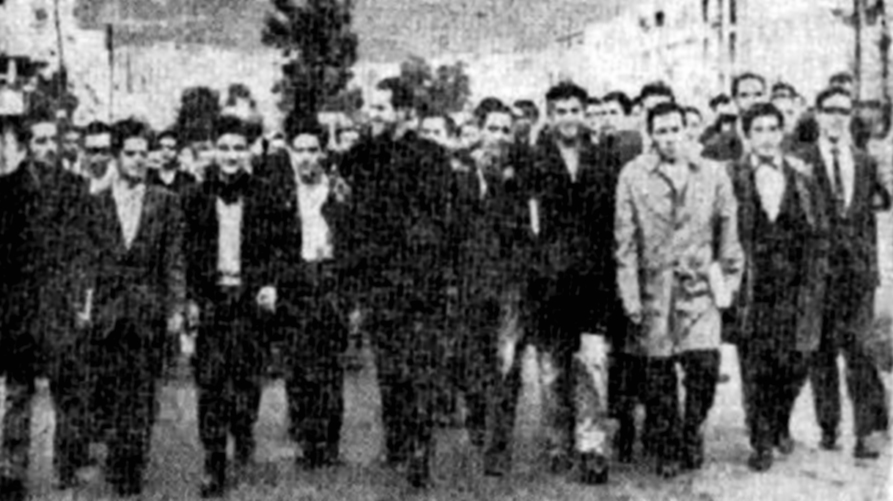
Camilo Torres Restrepo con estudiantes en los años 60.
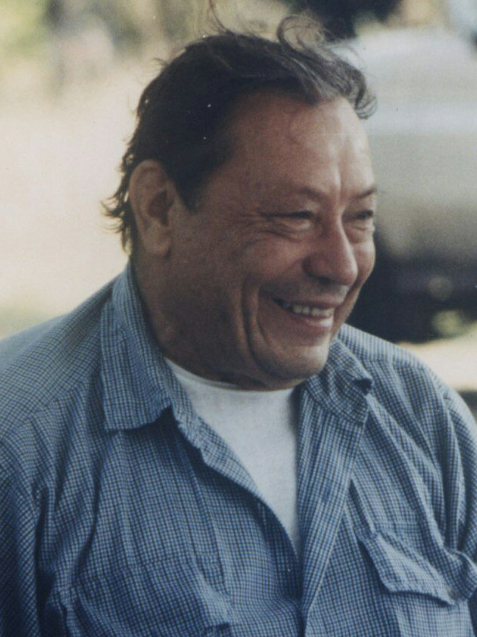
Manuel Marulanda Vélez 'Tirofijo' Fundador y Comandante de las FARC-EP.
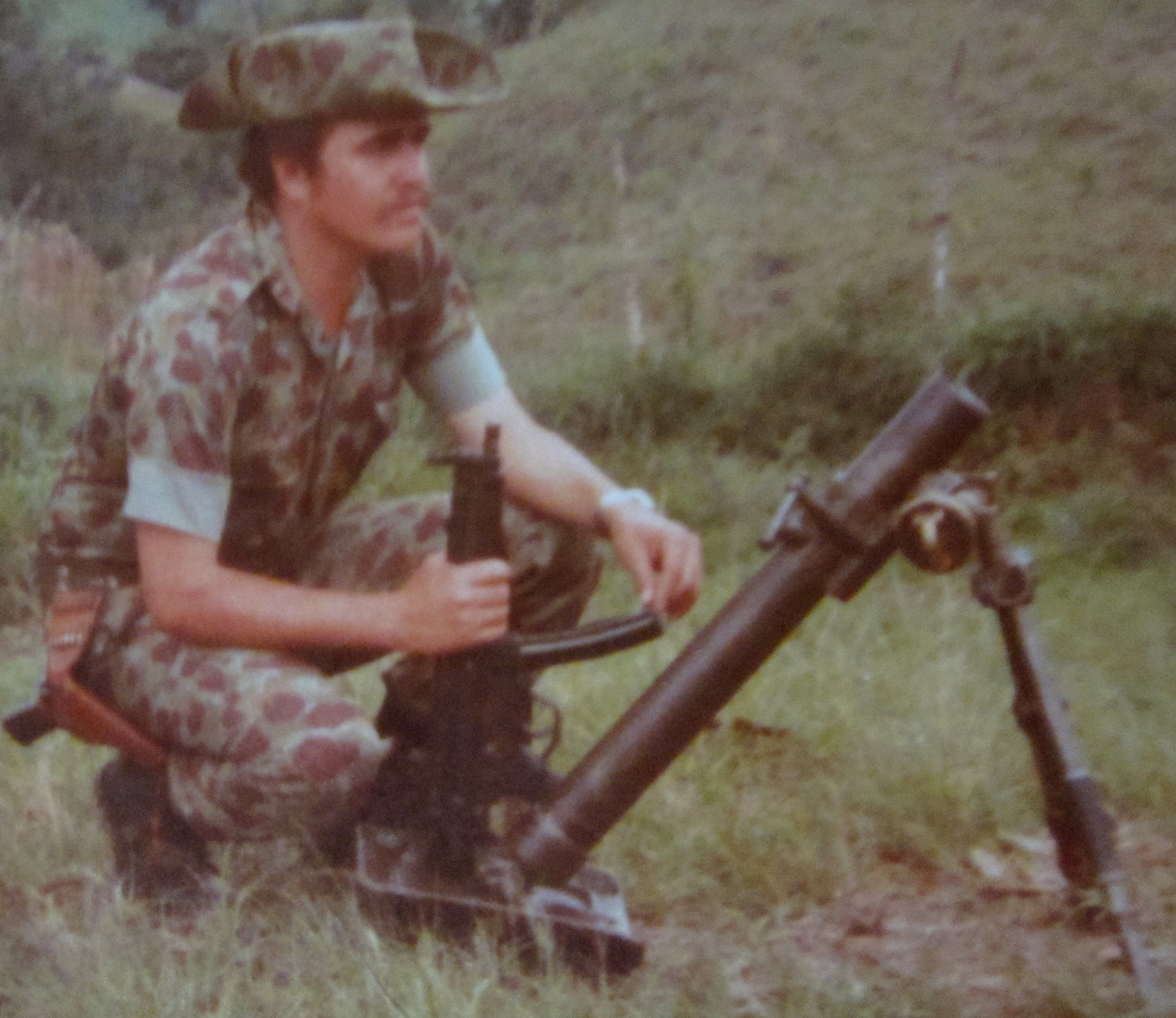
Uniformado del Ejército Nacional en 1971
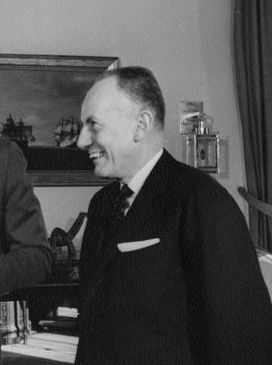
Alberto Lleras Camargo presidente (1958-1962)
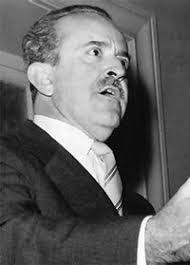
Guillermo León Valencia presidente (1962-1966)
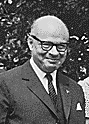
Carlos Lleras Restrepo Presidente (1966-1970)
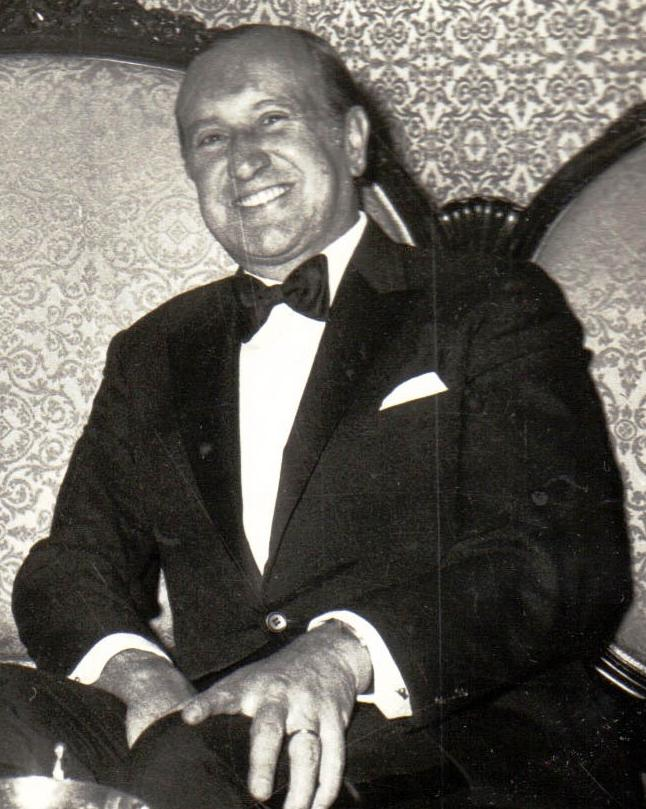
Misael Pastrana Presidente (1970-1974)

## Conflicto armado interno entre 1974-1990
Artículo principal:Conflicto armado interno de Colombia entre 1974-1990
La segunda etapa del conflicto armado interno de Colombia se desarrolla durante las administraciones de Alfonso López Michelsen (1974-1978), Julio César Turbay (1978-1982), Belisario Betancur (1982-1986) y Virgilio Barco (1986-1990).Tiene como actores armados a las guerrillas, que en este período aumentaron en combatientes y áreas de influencia: (FARC-EP, ELN, EPL, M-19, ADO, PRT, MAQL, CRF). También participaron grupos paramilitares (autodefensas regionales, el MAS, la AAA) y los carteles de la droga (Cartel de Medellín y Cartel de Cali).

### Gobierno de Alfonso López Michelsen (1974-1978)
Fue elegido el liberal Alfonso López Michelsen en 1974, con el apoyo popular del Movimiento Revolucionario Liberal (MRL), significando el final del Frente Nacional. Con la bonanza económica (con altos precios del café en el mercado internacional y la bonanza marimbera), el narcotráfico se vio beneficiado por la llamada "ventanilla siniestra" del Banco de la República, que permitió el lavado de dinero. El deterioro del poder adquisitivo afectó a los trabajadores, la inflación aumentó y la recesión afectó los sectores no cafeteros de la economía. A partir de 1975 aumentaron los conflictos laborales, reflejado en el secuestro y asesinato de José Mercado, dirigente de la CTC en 1976, en 1977 secuestraron al industrial Hugo Ferreira, ambos por el M-19. El 14 de septiembre de 1977 se llevó a cabo el Paro Cívico Nacional de 1977, en protesta contra el gobierno, que adoptó una política represiva y declaró el estado de sitio en 1976. En diciembre de 1977, 33 mandos de las FF.MM propusieron una legislación de emergencia para darle facultades extraordinarias a los militares, pero López se rehusó. El ELN se reorganiza con el ‘Cura Pérez’ y Nicolás Rodríguez ‘Gabino’ en el sur de Bolívar, y en septiembre de 1975, asesinan al general Ramón Rincón. En julio de 1976 fue abatido en Cali Pedro León comandante del EPL. El M-19, la Autodefensa Obrera (ADO), el ELN y las FARC se fortalecieron, y la insurgencia creyó hallarse a las puertas de una situación prerrevolucionaria.

### Gobierno de Julio César Turbay (1978-1982)
Electo el liberal Julio César Turbay, se promulgó en septiembre de 1978, el Estatuto de Seguridad,en el que se limitaron las libertades de expresión y movilización, se impuso la ley marcial sobre los civiles y se presentaron violaciones al habeas corpus y los derechos humanos. Con el Artículo 28 de la Constitución de 1886 se permitía la detención hasta por 10 días de personas sospechosas de alterar el orden público. La ADO asesina a Rafael Pardo Buelvas. El M-19 realizaː el Robo de armas del Cantón Norte en el año nuevo de 1979, y en febrero de 1980 la Toma la embajada de la República Dominicana. El gobierno emprende una persecución contra el M-19. En 1981 el M-19 invasión fallida de la Costa Pacífica, en marzo de 1981 se tomó Mocoa (Putumayo) y Belén de los Andaquíes (Caquetá)en agosto; atacó la Casa de Nariño el 20 de julio. En octubre secuestraron un avión de Aeropesca en Medellín, y en noviembre la Armada Nacional hundió el Buque Karina del M-19; El M-19 secuestró a Martha Ochoa, hermana de los Ochoa narcotraficantes del Cartel de Medellín, que respondió creando el grupo paramilitar Muerte A Secuestradores (MAS) En julio de 1982, las FARC atacaron San Vicente del Caguán (Caquetá), y en agosto Puerto Crevo (Meta). En su Séptima conferencia en 1982 en el Río Guayabero (Meta) agregaron la sigla EP a su nombre (Ejército del Pueblo), desde entonces FARC-EP; pasan de 6 frentes en 1978 a 27 en 1982. El EPL, se rehízo con los hermanos Calvo y se incorpora Bernardo Gutiérrez. En Urabá las FARC-EP y el EPL en disputa política y luego militar. La bonanza marimbera deriva hacia la cocaína El gobierno presionado por EE. UU., realiza la Operación Fulminante y firma en 1979 un Tratado de Extradición con Jimmy Carter. Se construyeron pistas clandestinas y laboratorios de cocaína, los cultivos ilícitos sustituyen la importación de la hoja de coca, se forman los carteles de la droga: Cartel de Medellín, (Pablo Escobar, Gustavo Gaviria, Rafael Cardona, los hermanos Ochoa, Griselda Blanco, Carlos Lehder y Gonzalo Rodríguez Gacha), Cartel de Cali (Miguel y Gilberto Rodríguez Orejuela, José Santacruz, Helmer Herrera y los Hermanos Henao) de la Costa Atlántica (José Abello), del Amazonas (Evaristo Porras).Crecen los paramilitares: la Alianza Americana Anticomunista (AAA), parte de la Operación Cóndor de EE. UU., la ACDEGAM (Asociación Campesina de Ganaderos y Agricultores del Magdalena Medio) y de los hermanos Castaño, Las FARC-EP en disputa con Rodríguez Gacha que impulsa los paramilitares de Puerto Boyacá. Turbay levantó en junio de 1982 el estado de sitio, vigente desde 1976. Entre 1972 y 1983 se presentaron asesinatos torturas y desapariciones contra la Unión Nacional de Oposición (UNO).

### Gobierno de Belisario Betancur (1982-1986)
En 1982 fue elegido el conservador, Belisario Betancur. El 18 de noviembre el congreso aprobó la ley 35 de amnistía. Cientos de guerrilleros presos fueron amnistiados. El Ejército Nacional, en 1983 fue dividido en 4 divisiones.   En noviembre de 1982 fue secuestrada y asesinada Gloria Lara. Las FARC-EP en febrero de 1983 emboscada entre Huila y Caquetá. El líder máximo del M-19 Jaime Bateman murió en un accidente de aviación en Panamá en abril. El ELN reorganizado en la frontera con Venezuela,en la Reunión de Héroes y Mártires de Anorí. Pasan de 3 frentes en 1983 a 14 frentes en 1986. Creado el Movimiento Armado Quintín Lame, en el Cauca, primer guerrilla indígena de América. En agosto los paramilitares: masacres en Antioquia. En mayo de 1984 masacre de la Policía en la Universidad Nacional en Bogotá. En mayo acuerdos de La Uribe con las FARC-EP. El M-19, toma Florencia (Caquetá).Asesinado Carlos Toledo, del M-19. Toma de Yumbo (Valle). Acuerdos de Corinto con el M-19 y el EPL en agosto. En diciembre la Batalla de Yarumales entre Ejército y M-19 en Corinto (Cauca). Congreso del M-19 en Los Robles(Cauca).  Inició la Guerra Sucia contra guerrilleros amnistiados y líderes de izquierda.  En julio combates con las guerrillas. En agosto abatido Iván Marino del M-19; el M-19 realiza asalto al Batallón Cisneros de Armenia; y atentado al General Rafael Samudio. El 5 y 6 de noviembre el M-19 Toma y retoma del Palacio de Justicia en Bogotá: 300 rehenes, (incluyendo magistrados de la Corte Suprema de Justicia y del Consejo de Estado). En la retoma por las FF.MM:94 muertos, y 11 desaparecidos; Asesinados Oscar Calvo del EPL, y Ricardo Lara ex comandante del ELN. En enero de 1986 descubierta la Masacre de Tacueyó ejecutada por el Comando Ricardo Franco. Las FF.MM. combates contra el M-19 y el Batallón América en Cali. Asesinados Álvaro Fayad y Gustavo Arias del M-19. Las FARC-EP conforman con otros grupos la Unión Patriótica, que participó en las elecciones. La reforma tributaria de 1983, ofrece incorporar dineros calientes a la economía legal. Aparecen el Movimiento Latino Nacional de Carlos Lehder y Civismo en Marcha de Pablo Escobar, con un puesto en la Cámara de Representantes. El Nuevo Liberalismo, de Luis Carlos Galán y Rodrigo Lara Ministro de Justicia, enfrentó a la narcopolítica. Escobar intentó sabotear al ministro Lara, con su supuesta relación con Evaristo Porras,y renuncia al congreso. Desmantelado el complejo cocalero de Tranquilandia, en marzo de 1984. En abril, asesinado Rodrigo Lara en Bogotá. Firmado Tratado de Extradición con Estados Unidos, y declarado el estado de sitio 'Los Extraditables' expanden sus rutas y mercados. Además atacan la embajada de EE. UU., asesinan a Tulio Castro, Barry Seal, Hernando Baquero, Roberto Camacho, y a Luis Macana. Evitan que Jorge Ochoa y Gilberto Rodríguez capturados en España, fueran extraditados a EE.UU, son deportados a Colombia. El Cartel de Cali asesina a Raúl Echavarría

### Gobierno de Virgilio Barco (1986-1990)
Para 1986 fue elegido el liberal Virgilio Barco. La primera elección popular de alcaldes en 1988, se creó la Consejería Presidencial para los Derechos Humanos. Colombia pasa de ser país cafetero a país cocalero, con agroindustria y minería. Las FF.MM pasan a 210.000 hombres en 1989,crean 14 batallones contraguerrilla, equipados con helicópteros Black Hawk. Las guerrillas crearon en septiembre de 1987 la Coordinadora Guerrillera Simón Bolívar (CGSB).Las FARC-EP terminan un fallido proceso de paz. Entre 1987 y 1990, combates y hechos violentos entre FF.MM y guerrillas: en Arauca, Meta, Caquetá (emboscada de La Quebrada Riecito), Córdoba (Toma de Saiza, el EPL asesina al coronel Jaime Díaz), Cesar, Antioquia, Santander (Masacre de Llana Caliente), Cundinamarca y el Magdalena Medio. Para 1988 el EPL constituye el Frente Popular. El 27 de octubre, Paro Cívico Nacional. El ministro de Defensa Rafael Samudio dimite. En noviembre atentado al General Manuel Guerrero. Tras la muerte de los hermanos Calvo, el EPL inicia negociaciones en 1989. Después del secuestro de Álvaro Gómez, el M-19,inició conversaciones en enero de 1989. El 9 de marzo de 1990 se desmovilizaron sus 1000 miembros. Participan en las elecciones locales y parlamentarias de 1990 como Alianza Democrática M-19. Los paramilitares de Puerto Boyacá entrenaron con mercenarios británicos e israelíes a los de Córdoba, Antioquia, Putumayo y Meta. En 1987, el gobierno reconocía la existencia de 128 organizaciones paramilitares regionales como las de Rodríguez Gacha 'Los Masetos'; la ACDEGAM de Henry Pérez y Ariel Otero,el Movimiento Obrero Estudiantil Nacional Socialista (Moens), el Movimiento de Restauración Nacional (Morena), y Los Tangueros de los hermanos Castaño. La guerra sucia continuó: asesinados Ernesto Rojas del EPL, Héctor Abad Gómez, Teófilo Forero, José Antequera, y Gabriel Santamaría. El genocidio contra la Unión Patriótica (UP) y movimientos de izquierda. Son asesinados:Pedro Nel Jiménez, Leonardo Posada, Jaime Pardo Leal.Fueron asesinados 2 candidatos presidenciales, 8 congresistas, 94 funcionarios locales y por lo menos 4.153 personas asesinadas, secuestradas, desaparecidas o exiliadas. (declarados como delitos de lesa humanidad) Masacres de paramilitares y FF.MM en Vista Hermosa (Meta);en la Mejor Esquina y El Tomate(Córdoba); en Turbo;Pueblo Bello San Rafael; Segovia (Antioquia); La Rochela (Santander) fueron solo algunas. El gobierno derogó el Decreto 3398 de 1965, ilegalizando las autodefensas. Asesinados 3 candidatos presidenciales: el 18 de agosto de 1989: Luis Carlos Galán del Partido Liberal, en 1990 el 22 de marzo: Bernardo Jaramillo de la UP y el 26 de abril: Carlos Pizarro de la AD M-19. Los Extraditables asesinan en 1986 al Juez Gustavo Zuluaga, al Coronel Jaime Ramírez, al Director de El Espectador Guillermo Cano, y atentan en Budapest (Hungría) contra Enrique Parejo en 1987. Extraditado Carlos Lehder (liberado en 2020). Escobar, realiza una purga interna, y en guerra de sicarios con el Cartel de Cali,  que dinamita el edificio Mónaco. Atentados a la cadena farmacéutica Drogas La Rebaja(de los Rodríguez Orejuela). Secuestró a Andrés Pastrana y asesinó a Carlos Hoyos. En Medellín, Cali, Pereira y Bogotá aumentan los homicidios con más de 20.000 en 1988.La respuesta de la Policía, con 'Limpieza social'.  La tercera guerra verde de Rodríguez Gacha con los esmeralderos: Gilberto Molina y Víctor Carranza. En 1989, Los Extraditables asesinan a Héctor Giraldo, Jorge Pulido, Antonio Roldán, María Díaz,al Magistrado Carlos Valencia, y al Coronel Valdemar Quintero. Atentados a la Televisora Mundo Visión y al General Miguel Maza.Barco aprueba decretos para la extradición y contra el narcotráfico. Bloque de búsqueda del Coronel Hugo Martínez. Entre agosto y diciembre de 1989: más de 100 atentados en Bogotá, Medellín, Cali, Bucaramanga, Cartagena, Barranquilla y Pereira. Capturados Eduardo Martínez y Rafael Abelló. Asesinados Pablo Peláez, Héctor Jiménez, Jorge Pulido, Luis Madero, Federico Estrada y Mariela Espinosa. El 27 de noviembre, un avión de Avianca fue volado:107 muertos; el 6 de diciembre atentado al DAS. El 15 de diciembre: Rodríguez Gacha abatido en la Operación Apocalipsis. Secuestrado Álvaro Montoya. Ofensiva del General Harold Bedoya. En Medellín ejecuciones y 18 atentados. Entre abril y julio de 1990: 215 policías muertos y 'limpieza social'. Atentados en Bogotá, Cali, y Medellín; John Arias ‘Pinina’, abatido en junio de 1990; masacre del Bar Oporto (Antioquia). Tregua de Los Extraditables

Conflicto armado de Colombia entre 1974 y 1990
Bandera del partido Unión Patriótica, víctima de genocidio.
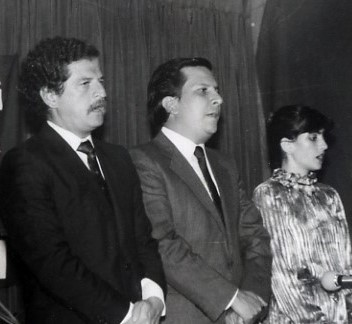
Luis Carlos Galán y Rodrigo Lara Bonilla dirigentes del Nuevo Liberalismo.
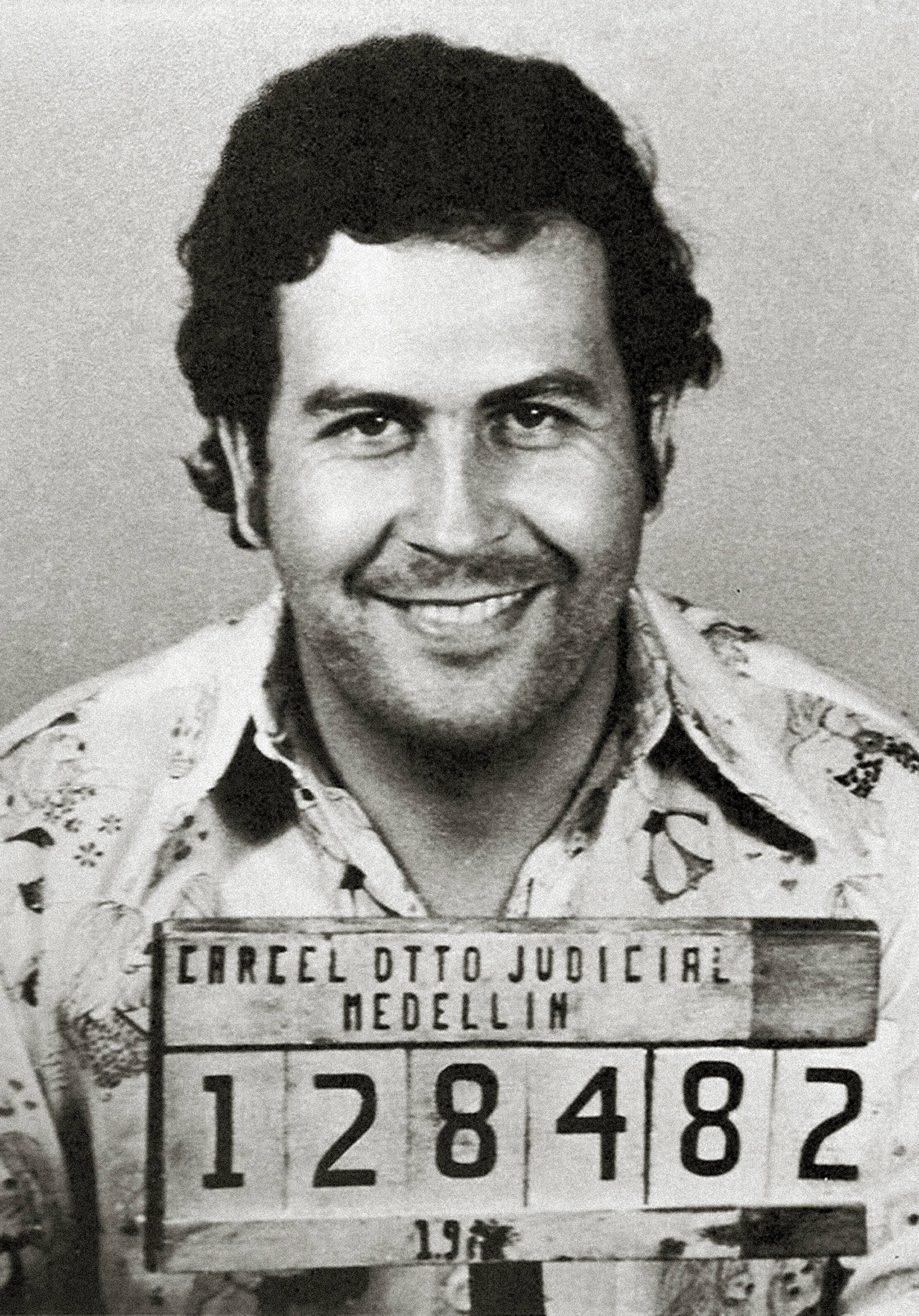
Pablo Escobar Gaviria Capo del grupo narcoterrorista Cartel de Medellín.
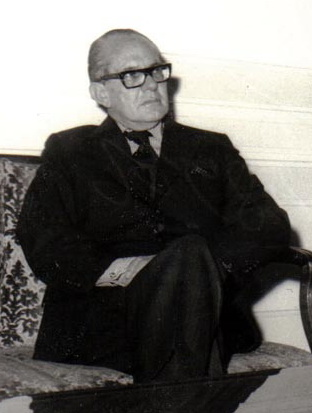
Alfonso López Michelsen, presidente (1974-1978).
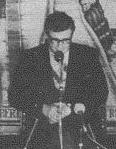
Julio César Turbay, presidente (1978-1982)
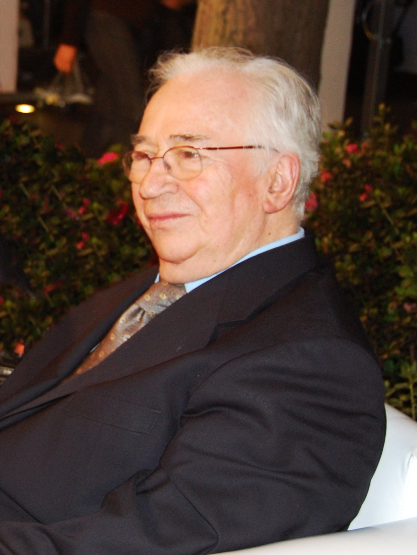
Belisario Betancur, presidente (1982-1986).
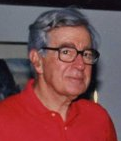
Virgilio Barco, presidente (1986-1990).

## Conflicto armado interno entre 1990 y 2002
Artículo principal:Conflicto armado interno de Colombia entre 1990 y 2002
Tercer etapa del Conflicto armado interno de Colombia durante las administraciones de César Gaviria (1990-1994), Ernesto Samper (1994-1998), y Andrés Pastrana(1998-2002), que tiene como actores armados a las guerrillas: FARC-EP, ELN, Disidencias del EPL y del M-19; paramilitares  (autodefensas regionales, Convivir y las posteriores Autodefensas Unidas de Colombia); carteles de la droga y grupos de narcotráfico y delincuencia.

### Gobierno de César Gaviria (1990-1994)
El liberal César Gaviria, elegido en las presidenciales de 1990 reemplazando al asesinado Luis Carlos Galán, retomó las negociaciones garantizando reincorporar a los miembros del M-19, el 95% del EPL, el PRT y el MAQL a la vida civil como actores políticos en la Asamblea Nacional Constituyente, entre enero y mayo de 1991, desmovilizando unos 2.300 guerrilleros. En 1994 se desmovilizó la Corriente de Renovación Socialista, las milicias de Medellín y parte de disidentes del EPL. La Constitución de Colombia de 1991 reemplazó el estado de sitio por el Estado de Conmoción Interior, limitando la autonomía de los militares. En 1991 asume el Ministerio de Defensa Rafael Pardo. Se realiza la reestructuración de la Policía (Ley 62 de 1993),creadas Brigadas móviles, y batallones contraguerrilla. Muerte de Jacobo Arenas  de las FARC-EP en agosto de 1990, y con el ELN realizan la Toma de la base militar de Tarazá (Antioquia) El 9 de diciembre de 1990, la Operación Casa Verde de las FF.MM, en La Uribe(Meta). Las FARC-EP responden con atentados y ataques en Magdalena, Mesetas (Meta), y Santander en 1991. La reacción de las FF.MM con 9 operaciones aéreas-terrestres en todo el país. Las masacres en el Cauca por las FF.MM en 1991: en Los Uvos; en El Nilo de Caloto; y la masacre de Villatina en Medellín, por la Policía. Diálogos con la CGSB (FARC-EP, ELN y EPL). En Caracas, Venezuela (en 1991), y en Tlaxcala, México (en 1992). La muerte de Argelino Durán, hunde el proceso.  En 1992 combates en Antioquia, Arauca, Cauca, Santander y Córdoba;  abatido Rigoberto Lozada de las FARC-EP, y Toma de Churuyaco, (Putumayo). Creado un impuesto de guerra, la política económica de apertura y privatizaciones, desata la ofensiva guerrillera. En abril de 1993, las FARC-EP en la Octava Conferencia: plan estratégico con 5 Bloques y la Plataforma para un gobierno de reconstrucción y reconciliación nacional. En 1993 combates en Cundinamarca, Antioquia y Boyacá. Capturados ‘Francisco Galán’, ‘Felipe Torres’, del ELN, y Francisco Caraballo, jefe disidente del EPL en 1994.Las FARC-EP realizan combates y acciones en Putumayo, Cundinamarca, Antioquia, Meta, Nariño, Sucre, Cauca, Cesar, Caquetá; y es asesinado el general Carlos Gil. Los desmovilizados del EPL fueron asesinados por las FARC-EP y por disidentes del EPL, y ejecutan la masacre de La Chinita (Antioquia). El ELN ejecuta masacre en Tadó, Chocó. Escobar secuestró a (Diana Turbay, Marina Montoya, Francisco Santos, Maruja Pachón, Beatriz Villamizar y 5 periodistas más). El ministro de justicia Jaime Giraldo diseñó la Política de Sometimiento a la Justicia se acogen los hermanos Ochoa: Jorge, Juan y Fabio. En diciembre de 1990 y en enero atentado en Medellín; abatidos en Antioquia, 2 de los hermanos Prisco; asesinada Diana Turbay; Marina Montoya y Enrique Low; atentados en Medellín. Escobar liberó los secuestrados cuando se prohibía la extradición, y se entregó en Medellín. Recluido en la Cárcel de La Catedral en Envigado, manejando el negocio ilegal con Fernando Galeano ‘El Negro’ y Gerardo Moncada ‘Kiko’. Los paramilitares de Córdoba, Magdalena Medio, Sierra Nevada, Boyacá, Valle del Cauca y los Llanos Orientales en tregua. Escobar se fuga de La Catedral en julio de 1992. Diego Murillo, los hermanos Castaño, el Cartel de Cali y el Bloque de búsqueda contra Escobar. En octubre abatido Brances Muñoz; y ataques en diciembre de 1992: en Medellín, Bogotá, y Barrancabermeja. Tras 300 muertos debilitado al Cartel de Medellín en 1993. En enero aparecen “Los Pepes” (‘Perseguidos por Pablo Escobar’). Escobar, trató de negociar su rendición, no fue aceptada. Evadió al Bloque de Búsqueda por 6 meses, el 2 de diciembre de 1993 abatido por un comando del Mayor Hugo Aguilar. Aparece la Oficina de Envigado, se fortalecen el Cartel de Cali y el Cartel del Norte del Valle de Henry Loaiza ‘El alacrán’, y Diego Montoya ‘Don Diego’: la Masacre de Trujillo.Capturados Jaime Orejuela e Iván Urdinola. Colombia primer productor de cocaína del mundo. Inicia la erradicación de coca y amapola, en 1992 con fumigaciones con glifosato y sustitución de cultivos. La ACDEGAM contra narcotraficantes desde 1990, muertos Henry Pérez, Ariel Otero y Jaime Rueda. Ramón Isaza toma el control del Magdalena Medio. Las Autodefensas Campesinas de Córdoba y Urabá (ACCU), de Fidel (muerto en enero de 1994) y Carlos Castaño, en expansión con desmovilizados del EPL. El senador Manuel Cepeda, fue asesinado en agosto de 1994.

### Gobierno de Ernesto Samper (1994-1998)
Posesionado el liberal Ernesto Samper, en agosto de 1994.Su campaña acusada de ser financiada por el Cártel de Cali: investigación en 1995 conocida como el Proceso 8000. Finalmente, el 6 de julio de 1996, la Cámara, absolvió por falta de pruebas a Samper de los cargos. Economía afectada por EE.UU al restringir la entrada de productos colombianos y las líneas de crédito. Se privatizan empresas del Estado. El asesinato de Álvaro Gómez en noviembre de 1995, con varias hipótesis sobre sus autores y causas. Disolución de la CGSB. Intento de diálogos de paz con las FARC-EP y el ELN a través de la Comisión de Conciliación Nacional, que fracasaron. El ELN debilitado por paramilitares, la expansión de las FARC-EP, y la muerte del 'Cura Pérez' en 1998,realiza ataques a la infraestructura petrolera y hostigamientos. En 1995, el ministro de Defensa Fernando Botero renuncia por el proceso 8000 y el general Harold Bedoya,destituido en 1997. Entre 1994 y 1998 las FARC-EP mantienen combates, secuestros, tomas guerrilleras y ataques: Atentado en Chalán (Sucre); Nariño: Emboscada a grupo de Caballería en Puerres y Toma del Cerro Patascoy; Antioquia (en Urabá con el general Rito Alejo del Río); Caquetá; Putumayo: Toma de las Delicias, Guaviare: Emboscada de La Carpa y Toma de Miraflores,en Juradó (Chocó); San Juanito (Meta), Arauca, Norte de Santander;Casanare, Bolívar;la Batalla de la Quebrada El Billar; entre otras acciones y bombas en Neiva, Barranquilla, Bogotá y Medellín. Los militares secuestrados en Las Delicias y Jurado, son entregados en zona desmilitarizada en Cartagena del Chaira (Caquetá), en junio de 1997. Las FARC-EP divididas en Bloque Oriental, del Mono Jojoy, ‘Urias Cuéllar’ y ‘Romaña’; Bloque Sur de Raúl Reyes, Joaquín Gómez  y Fabián Ramírez; Bloque Occidental de Alfonso Cano; Bloque Caribe y el Bloque Magdalena Medio de Martín Caballero;Bloque Noroccidental de Efraín Guzmán e Iván Márquez.Las ACCU combates con las FARC-EP desde 1995 y ataques en Antioquia, Chocó, Sucre, Magdalena, Cesar, llanos orientales. Las cooperativas de seguridad rural (CONVIVIR),legales por Decreto 356 de 1994, como grupos paramilitares. En Antioquia impulsadas por el gobernador Álvaro Uribe, fueron desmontadas en 1997 por orden de la Corte Constitucional. Masacres en 1995: en Carepa; en el Bajo del Oso; en 1996 en la finca Osaka; en Alto de Mulatos, Pueblo Bello (Antioquia) En abril de 1997, las ACCU, las ACMM  y el BCB se unieron en las Autodefensas Unidas de Colombia(AUC), inician ofensiva y expansión, realizan masacres en Mapiripán (Meta); El Aro (Antioquia); Barrancabermeja, fueron solo algunas. Las ACC emboscaron en San Carlos de Guaroa al Gaula. En 1997, el Congreso aprobó la extradición, la extinción de dominio sobre los bienes adquiridos en forma ilícita, aumentó las penas por narcotráfico. En 1996, las fumigaciones, con imazapyr. La captura y entrega del Cartel de Cali en 1995, capturados Gilberto Rodríguez, Phanor Arizabaleta, José Santacruz y Miguel Rodríguez. Se entregaron Tulio Murcillo, Henry Loaiza, Víctor Patiño, Guillermo Pallomari, y la fuga y muerte de José Santacruz en 1996. El 'narco proyecto': reforma al Código de Procedimiento Penal, en 1995 el 'narcomico' a la Ley de seguridad ciudadana. Construcción de bases antinarcóticos en Valle del Cauca y Putumayo, e instalado radar de EE.UU en Marandúa (Vichada).  Las operaciones Conquista I y Conquista II contra el narcotráfico, en 1996 y 1997, como respuesta más de 80.000 raspachines se movilizaron. En 1997 la Agencia de Inteligencia de Defensa de EE.UU, había diagnosticado con el estado de precariedad del ejército que la subversión estaba en condiciones de derrotarlo militarmente. Desde 1998 Colombia es primer productor de coca a nivel mundial. La fumigación ineficiente, produjo daños ecológicos y problemas sociales, sin sustitutos para la coca y la amapola.  Asesinado el abogado Eduardo Umaña Mendoza en 1998.Capturado el jefe del Cartel de la Costa, Alberto Orlandez, en la Operación Alcatraz en 1998. La consolidación del Cartel del Norte del Valle de Iván Urdinola, Orlando Henao y Danilo González. La guerra entre los clanes de Hélmer Herrera y Orlando Henao. Se reorganizó con Wilber Varela‘Jabón’ y Lorena Henao; con otras facciones como la de Diego León ‘Don Diego’ y Hernando Gómez ‘Rasguño’. Varela continuó la guerra con el clan Herrera en alianza con ‘Cuchilla’, ‘Chupeta’ y Luis Ocampo ‘Tocayo’.

### Gobierno de Andrés Pastrana (1998-2002)
En las elecciones de 1998 Andrés Pastrana fue elegido en la segunda vuelta, y en julio se reúne con Manuel Marulanda de las FARC-EP El ministro Rodrigo Lloreda creó una comisión de reestructuración integrada por civiles y militares. Se fortalecen las FFMM empleando el 40% del presupuesto Nacional y recursos del Plan Colombia firmado en 1999, y en 2000 aprobado por Bill Clinton, con críticas de Ecuador, y el Parlamento Europeo. Creadas: la Fuerza de Despliegue Rápido (FUDRA), el Escuadrón Móvil Antidisturbios (ESMAD), las brigadas móviles y antinarcóticos. Se reformaron los estatutos de carrera de las FFMM en el 2000. Nuevo código penal militar. Diálogos de paz infructuosos entre el ELN y el Consejo Nacional de Paz (CNP), en Maguncia (Alemania) y Ginebra (Suiza), el ELN exige crear áreas desmilitarizadas en Bolívar, generando protestas, entre 1999 y 2002: el EPL y el ELN asalto de Las Mercedes (Norte de Santander), la Masacre de Machuca(Antioquia). Secuestros masivos:Vuelo 9463 de Avianca, en Santander, en la iglesia la María en Cali, y en la vía Cali-Buenaventura, liberados los secuestrados; el ELN rompe los diálogos, pierde territorios con las AUC y en guerra con las FARC-EP. Pastrana inicia los diálogos de paz con las FARC-EP,en la Zona de Distensión. Entre 1998 y 2002 las FARC-EP realizan pescas milagrosas (secuestros masivos), asesinatos, la Batalla de Tamborales(Chocó); la Toma de Mitú(Vaupés). Atacan el campamento de Carlos Castaño en Tierralta (Córdoba). En enero de 1999 no asiste Manuel Marulanda a los diálogos. Abatidos Miller Perdomo de FARC-EP y Hugo Carvajal ‘el Nene’ del EPL. En mayo de 1999 se reanudó el diálogo y dimiten 14 generales y el ministro de Defensa. La Batalla del Nudo de Paramillo; la Batalla de Gutiérrez (Cundinamarca); Combates, ataques y tomas guerrilleras en el Cañón de La Llorona, Urabá (Antioquia), Casanare, Guaviare, Meta, Caquetá, Arauca, Putumayo, Guaviare, Guainía, Córdoba, Norte de Santander, Chocó, Tolima, Huila, Nariño, Caldas,Cundinamarca y Boyacá. En abril del 2000 las FARC-EP, crean el Movimiento Bolivariano y un impuesto para los empresarios. Paro armado en el Putumayo. El paramilitarismo, congeló varias veces los diálogos con las FARC-EP y el ELN. Secuestrados Oscar Lizcano y Fernando Araújo. Las FFMM realizan las Operaciones Némesis y Llanura,(Vichada y Arauca), Independencia (Meta), Hato Corozal (Casanare y Arauca);  Aniquilador II (Sumapaz, Cundinamarca) Berlín (Surata, Santander);Gato Negro (Barrancominas,Guainía) y 7 de agosto. Las FARC-EP asesinan a Diego Turbay; ejecutan la toma del Cerro Tokio (Dagua, Valle del Cauca); la masacre en Río Manso (Tierralta, Córdoba); y el ataque a Coreguaje (Putumayo). Las FARC-EP liberan 359 soldados y policías regulares secuestrados, quedando 50 oficiales y suboficiales secuestrados en espera de un intercambio humanitario. Secuestros de Luis Pérez, Alan Jara, el asalto al edificio Miraflores de Neiva, Orlando Beltrán y Consuelo González, asesinada Consuelo Araujo. El 9 de enero de 2002 Pastrana, suspende el proceso de paz con las FARC-EP. El 14 de enero se reanudan los diálogos de paz. Las FARC-EP: emboscada en los Farallones de Cali; atentados en Bogotá; El Dorado (Meta);y Pitalito (Huila). Secuestro de Eduardo Gechem. Pastrana termina el proceso de paz. Las FF.MM retoman la zona de distensión (Operación TH). En la Operación Milenio en 1999, capturados Alejandro Bernal ‘Juvenal’ y Fabio Ochoa. Las AUC en expansión y ofensiva con Salvatore Mancuso en Córdoba, Rodrigo Tovar  “Jorge 40” en César. El Bloque Central Bolívar en el centro del país. Los grupos del Meta, Vichada, Putumayo y Arauca. El Bloque Centauros de Miguel Arroyave. El Bloque Calima en el occidente del país. En Medellín Diego Murillo 'Don Berna': el Bloque Cacique Nutibara, y otros bloques en el resto del país. Asesinado el humorista Jaime Garzón en agosto de 1999. Las AUC ejecutaron cientos de masacres entre 1999-2004: en El Tigre (Putumayo); Playón de Orozco (Magdalena); La Gabarra (Norte de Santander); El Salado (Bolívar); Macayepo (Bolívar); Chengue (Ovejas, Sucre); Cauca, Valle del Cauca, fueron solo algunas en todo el país. Con los atentados a Estados Unidos el 11 de septiembre de 2001 y la extensión del Plan Colombia, declarados terroristas las FARC-EP,el ELN,y AUC. Asesinado el arzobispo de Cali, Isaías Duarte. Las FARC-EP realizan atentado en Villavicencio; secuestros de la Asamblea del Valle a 12 diputados, Guillermo Gaviria, Gilberto Echeverri, Ingrid Betancourt y Clara Rojas. El 2 de mayo de 2002, en combates con AUC, las FARC-EP: la Masacre de Bojayá (Chocó):79 muertos; combates en Campamento (Antioquia).

Conflicto armado interno de Colombia durante 1990-2002
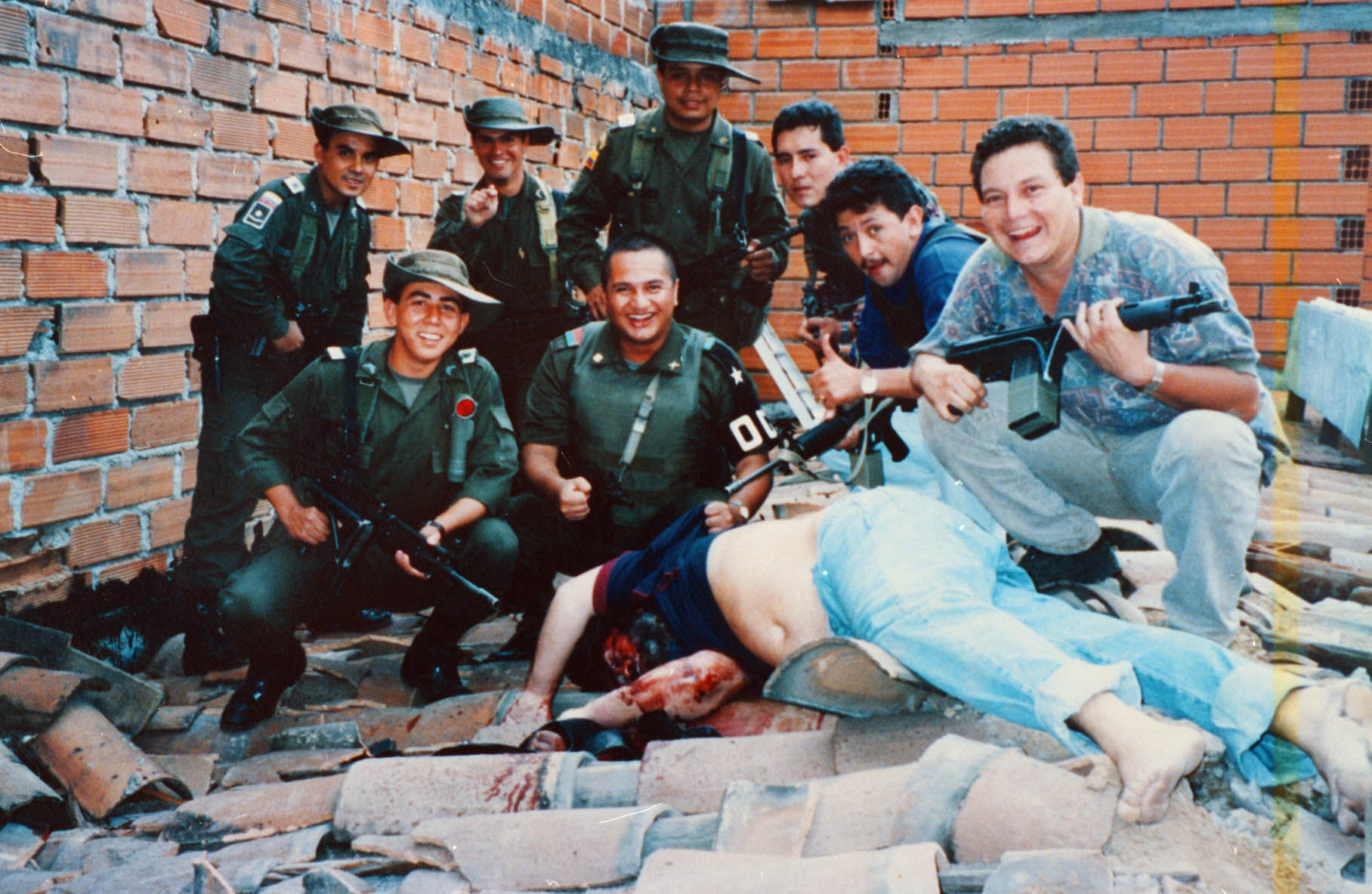
Muerte de Pablo Escobar Capo del Cartel de Medellín en 1993.
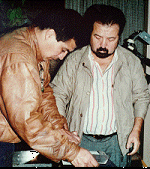
Captura de Gilberto Rodríguez Orejuela y Miguel Rodríguez Orejuela Capos del Cartel de Cali en 1996.
Bandera de las Fuerzas Armadas Revolucionarias de Colombia-Ejército del Pueblo
Bandera de las Autodefensas Unidas de Colombia.
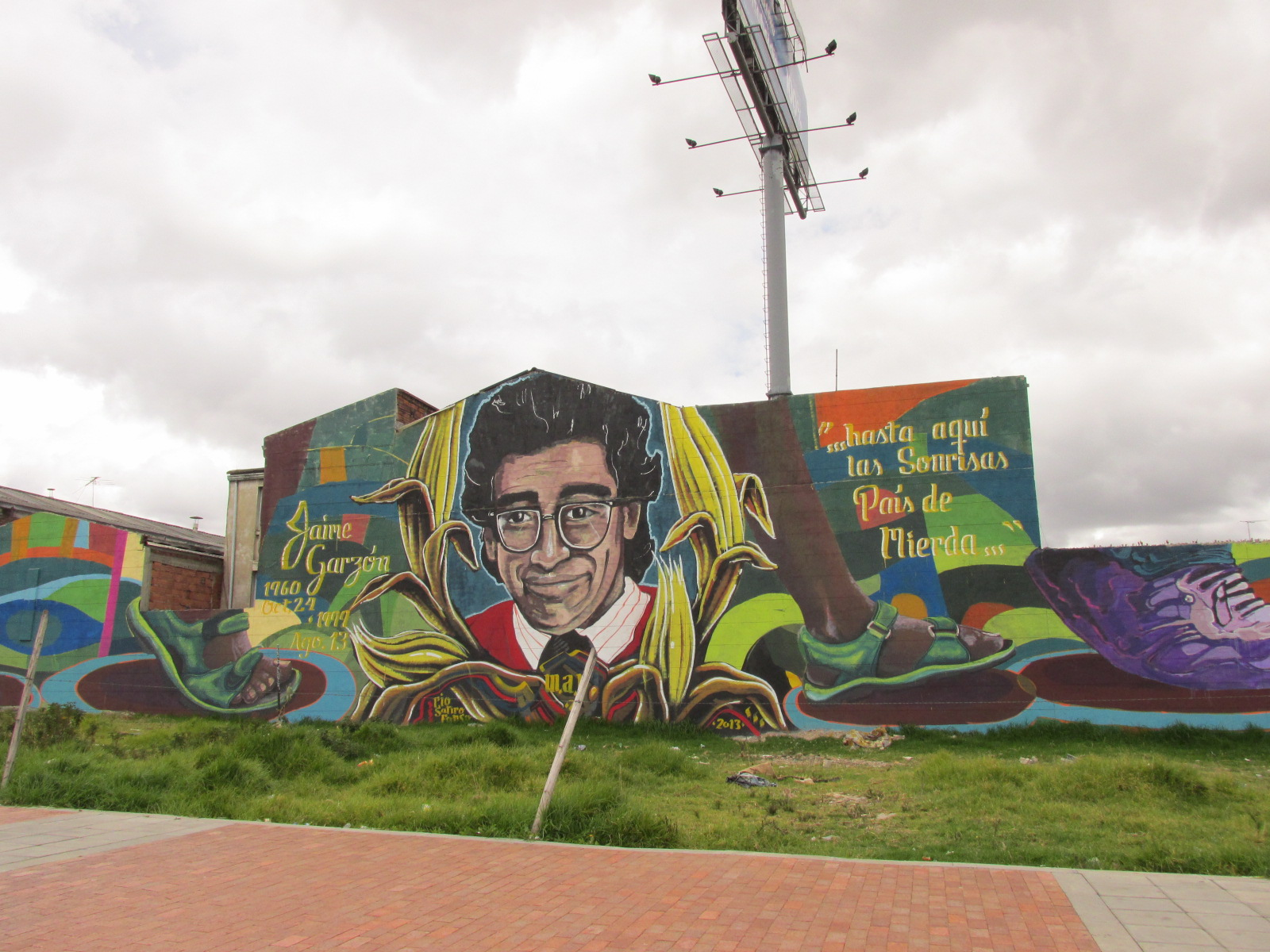
Mural de Jaime Garzón, asesinado en Bogotá en 1999.
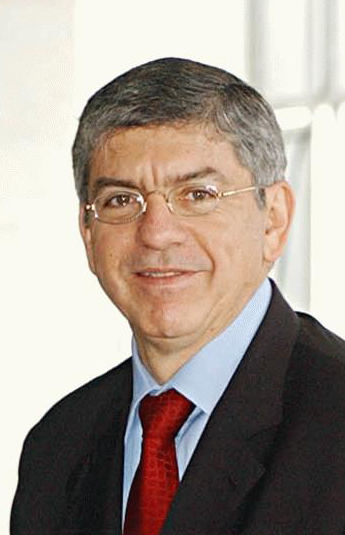
César Gaviria presidente de Colombia en 1990-1994.
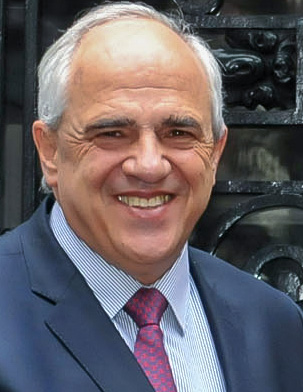
Ernesto Samper presidente de Colombia en 1994-1998.
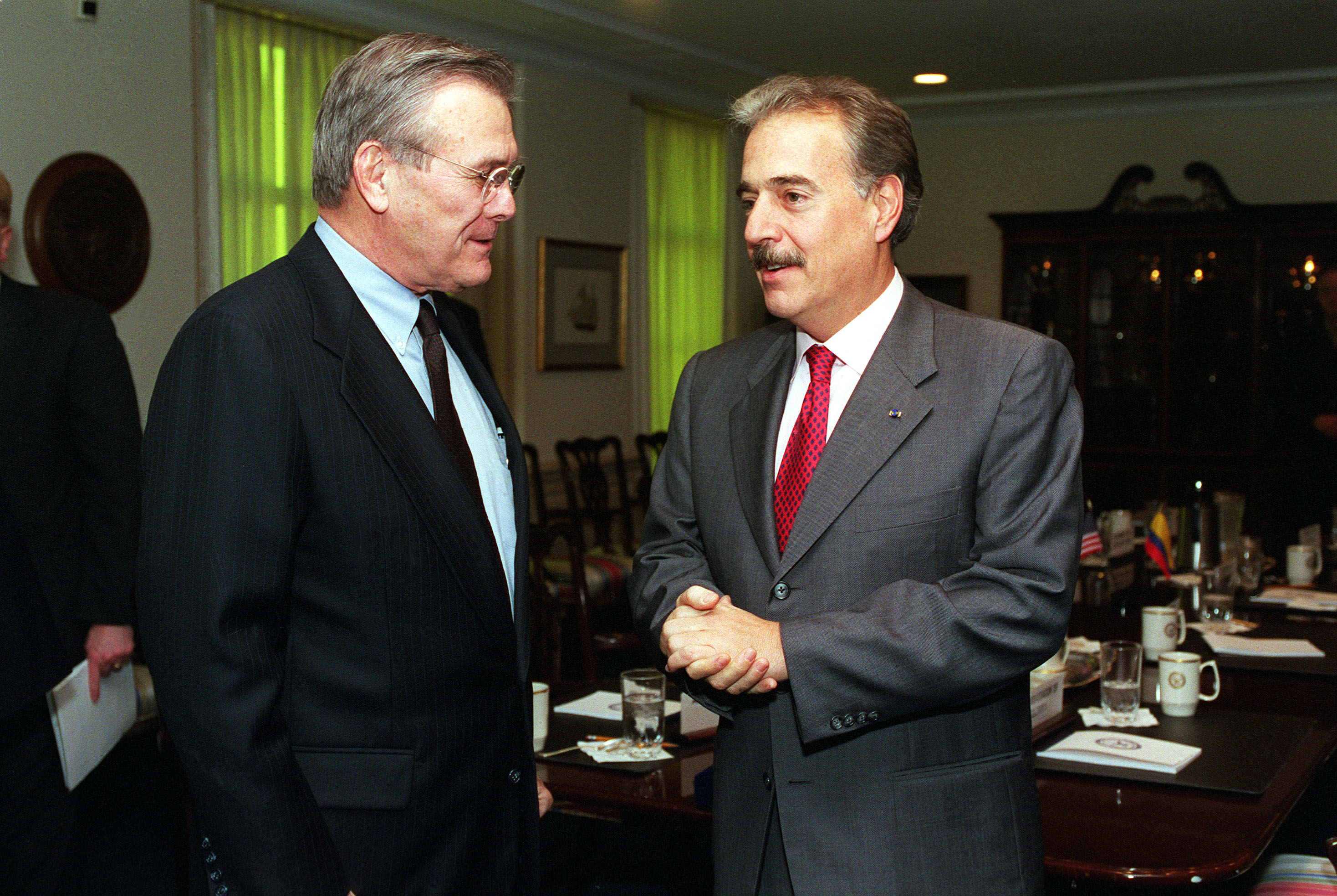
El secretario de defensa de Estados Unidos Donald Rumsfeld y Andrés Pastrana presidente colombiano,en 2001.

## Conflicto armado interno de Colombia en el gobierno de Álvaro Uribe (2002-2010)

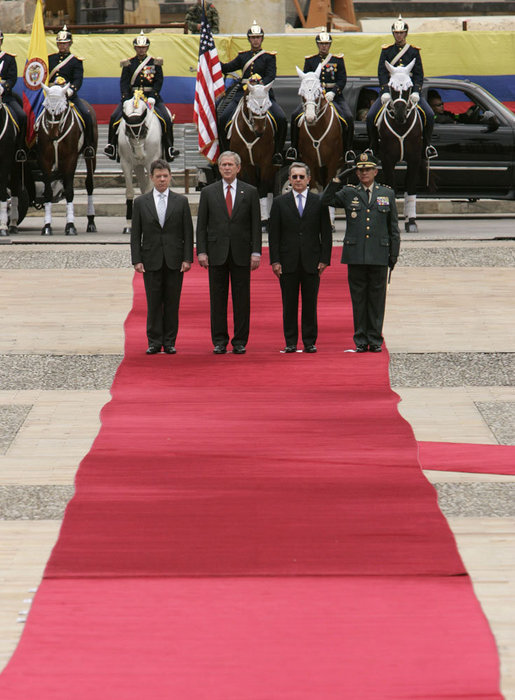
Visita de George Bush en 2007. Juan Manuel Santos, George Bush, Álvaro Uribe, Mario Montoya.

Cuarta etapa del Conflicto armado interno de Colombia durante las administraciones de Álvaro Uribe Vélez (2002-2010), que tuvo como actores armados a las FARC-EP, las AUC (Desmovilizadas en 2006), el ELN, las disidencias del EPL, y las Bandas Criminales (Bacrim).
Álvaro Uribe Vélez fue elegido en primera vuelta de las elecciones presidenciales de 2002 (primero desde la Constitución del 91). El 7 de agosto se posesionó y las FARC-EP atacaron con morteros la Casa de Nariño. Uribe declaró el estado de conmoción interior o de excepción por un período de 90 días prorrogable. Facultando al presidente para adoptar medidas extraordinarias por decreto y asumir funciones legislativas, criticado por la oposición. La aplicación del nuevo impuesto sobre el patrimonio para la guerra y la Política de Seguridad Democrática (PSD),presentado por Uribe y la ministra de Defensa, Marta Lucía Ramírez, en 2003, con el Plan Patriota y en 2006 con el Plan Consolidación luego de la reforma constitucional en 2005, en 2006 se presenta la reelección presidencial.  Las Fuerzas Militares pasan en 2002 de 295000 a 428.000 hombres en 2008. En el marco de esta política se presentaron los Falsos positivos de civiles asesinados y presentados como guerrilleros muertos en combate (En febrero de 2021 la Jurisdicción Especial de Paz reconoció 6.402 casos de falsos positivos, en el periodo 2002-2008). En 2006, una investigación reveló que oficiales del Ejército Nacional habían montado atentados en Bogotá para cobrar recompensas.
La desmovilización de las Autodefensas Unidas de Colombia (AUC) en crisis por las divisiones internas y el narcotráfico entre 2003 y 2006. Acordada en 2001 en el Pacto de Ralito en Tierralta (Córdoba), entre políticos y paramilitares para 'refundar la patria'.  El gobierno concede estatus político a las AUC, con la prórroga y reforma a la Ley 418 de 1997 y la emisión del decreto 128 de 2003, mediante el cual se extienden los beneficios jurídicos para la reincorporación de las organizaciones armadas al margen de la ley que decidan desmovilizarse.  En diciembre de 2002, las AUC comienzan una tregua unilateral indefinida. El 23 de diciembre se creó una Comisión Exploratoria de Paz con el Alto Comisionado, Luis Carlos Restrepo. Las conversaciones entre enero y julio de 2003 y en julio, culminan con el Acuerdo de Santa Fe de Ralito en Tierralta (Córdoba) e inician la negociación oficial. Se establecen “zonas de concentración” con garantías jurídicas temporales y mecanismos de reinserción. La verificación del proceso a cargo de la OEA. En agosto de 2003 inicia su trámite en el Congreso un proyecto de Ley de Alternatividad penal, recibió críticas y fue retirado. En 2004 un nuevo proyecto de Ley de Justicia y Paz, contemplaba el cumplimiento de unas penas mínimas de cárcel por paramilitares y la creación de un Tribunal de verdad y justicia. Denuncias de incumplimiento de los paramilitares al cese de hostilidades con asesinatos y masacres. y la disputa interna de las AUC con la desaparición y asesinato de Carlos Castaño, por su hermano Vicente Castaño en abril de 2004, y de Carlos García 'Doble Cero'. Con la muerte de Carlos Castaño el proceso de negociación fue asumido por Salvatore Mancuso, y firman el 13 de mayo de 2004 el Acuerdo de Fátima. Varios narcotraficantes compran Bloques de las AUC, para hacerse pasar como jefes paramilitares. EE.UU condiciona su ayuda económica con la extradición de los miembros de las organizaciones que tengan cuentas pendientes con la justicia. El 1 de julio de 2004 secuestro de José Gnecco e inició el proceso de concentración Las conversaciones continuaron y el 1 de agosto asistieron Salvatore Mancuso, 'Ernesto Báez' y Ramón Isaza al Congreso de la República. La aprobación por el Congreso el 22 de junio de 2005 de la Ley de Justicia y Paz. Criticada por el New York Times, la ONU, políticos, ONG y las víctimas. Muchos grupos paramilitares no se desmovilizaron o abandonaron el proceso dando origen a las Bandas Criminales (Bacrim) varias enfrentadas entre sí: como el Clan del Golfo o Autodefensas Gaitanistas de Colombia (de Daniel Rendón ‘Don Mario’ capturado en 2009, y los hermanos Úsuga), Nueva Generación, el ERPAC(de Pedro Guerrero ‘Cuchillo’ y Daniel Barrera), las Águilas Negras (de Vicente Castaño), la Oficina de Envigado(dividida por Maximiliano Bonilla ‘Valenciano’ contra Erick Vargas ‘Sebastián’), Los Paisas, las Autodefensas Campesinas del Casanare de 'Martín Llanos' en guerra con el Bloque Centauros de las AUC de Miguel Arroyave ‘Arcángel’, en 2004, y con la intervención del Ejército Nacional con las operaciones Astuto y Santuario. Los conflictos internos del Cartel del Norte del Valle, generan su desmantelamiento en 2007: Iván Urdinola (muerto). Disputas entre Diego León ‘Don Diego’ y Wilber Varela ‘Jabón’(muerto en 2008); Luis Gómez ‘Rasguño’(capturado); Víctor Patiño ‘El Químico’ (extraditado) y Juan Ramírez‘Chupeta’(capturado), y Miguel Solano (muerto).  Aparecen Los Rastrojos de 'Jabón' con los hermanos Comba (Javier Antonio y Luis Calle), enfrentados a Los Machos de ‘Don Diego’ con ‘Capachivo' En 2004, asesinado el excoronel Danilo González. Las masacres en Candelaria (Valle del Cauca). y la Masacre de Trujillo.  En 2007 detenidos Mario Garzón ‘Mario Bross’, Hugo González ‘El Nomo’, José Yela ‘el Político’ y John Roima García ‘El Niño’. En 2008, Víctor Mejía abatido y Miguel Mejìa capturado. Para mayo de 2008 son extraditados los jefes paramilitares a EE. UU: Carlos Jiménez  ‘Macaco, Diego Murillo ‘Don Berna’; Rodrigo Tovar ‘Jorge 40’; Salvatore Mancuso; Francisco Javier Zuluaga Lindo ‘Gordo Lindo’; Guillermo Pérez ‘Pablo Sevillano’; Ramiro Vanoy ‘Cuco Vanoy’; Juan Sierra ‘El Tuso’; Manuel Torregrosa; Diego Ruiz; Martín Peñaranda ‘El Burro’; Edwin Gómez; Hernán Serna ‘El Patrón’; Nondier Giraldo y Eduardo Vengoechea. En 2009 extraditados: Ever Veloza, ‘HH’ y Miguel Mejía.
Las FF.MM. retomaron Medellín con la Operación Orión en octubre de 2002 apoyados por paramilitares. En noviembre de 2002 emboscada de las FARC-EP en Casanare. En enero de 2003 realizan la masacre de San Carlos (Antioquia). En febrero carro bomba en el Club El Nogal; casa bomba en Neiva; avioneta derribada en Caquetá. En marzo emboscada en Aracataca (Magdalena); la Operación Fénix, en los Montes de María. Varios secuestrados fueron ejecutados como Guillermo Gaviria, Gilberto Echeverri, y 8 militares, entre otros. En junio, las FARC-EP ataque en Bolívar. En agosto atacan el helicóptero presidencial en Granada (Antioquia). La primera fase del Plan Patriota: la Operación Libertad I y II, en Cundinamarca, la presencia de la Fuerza Pública en los 172 municipios donde no estaba, la recuperación de los principales ejes viales y creada red de informantes. Abatidos: Marco Buendía y Adán Rodríguez 'El cura'.  En 2004 detenidos y extraditados Ricardo Palmera 'Simón Trinidad', y Anayibe Rojas ‘Sonia’ (liberada en 2019). En febrero las FARC-EP atacan Santa María (Huila). La segunda fase del Plan Patriota: en abril la Operación JM en Meta; Las FARC-EP en 2004: masacres en La Gabarra (Norte de Santander), y en Tame (Arauca); ataques y enfrentamientos en Nariño, Antioquia, Huila, Putumayo, Valle del Cauca, y Norte de Santander. Diálogos de paz con el ELN entre 2004 y 2006, liberado Francisco Galán. Masacres de las FF.MM: en abril de 2004 en Cajamarca (Tolima), en marzo de 2004 en Guaitarilla (Nariño), en febrero de 2005 en San José de Apartadó (Antioquia) y en mayo de 2006, en Jamundí (Valle del Cauca).  En enero de 2005 la Operación Emperador (Meta). En febrero y marzo las FARC-EP: Toma de Iscuandé (Nariño); combates y ataques en Tolima, Cauca, Putumayo, Arauca y Meta; emboscada de El Porroso (Antioquia). En mayo el Ejército Revolucionario Guevarista (ERG), emboscada en Chocó; las FARC-EP atentado en Puerto Rico (Caquetá); ataque a la Base de Teteyé (Putumayo).  En diciembre las FARC-EP y el ERG: Toma de San Marino,(Chocó); y ataque de las FARC-EP en Vista Hermosa (Meta). Entre enero y julio de 2006 las FARC-EP rechazan dialogar, realizan masacre en Rivera (Huila), asesinada Liliana Gaviria. y combates en Meta; atentado del EPL en Hacarí (Norte de Santander). Entre julio y diciembre las FARC-EP ataques en Bogotá, emboscada de la Carbonera (Norte de Santander), Nariño, Córdoba, Norte de Santander. Uribe renuncia al acuerdo humanitario. Combates en Meta; la fuga de Fernando Araujo. En 2007 inicia el Plan Consolidación, nombrado ministro de defensa Juan Manuel Santos. Se conforman la Fuerza de Acción Decisiva (FUCAD) y la Jefatura de Operaciones Especiales (JOEC).Las FARC-EP realizan atentado en Buenaventura (Valle del Cauca); combates en Tolima, Quindío, Montes de María y Meta. El Ejército Revolucionario del Pueblo se desmoviliza en 2007. Abatidos: Milton Sierra ‘JJ’, Luis Vanegas ‘Cristian Pérez’. ‘Diego Cristóbal', el ‘Negro Acacio’ en la Operación Sol Naciente, y en la Operación Aromo ‘Martín Caballero’. Para 2008 la Operación Fortín, en Caldas y Antioquia;  la Operación Filipo. El 4 de febrero marcha contra las FARC-EP.  El 6 de marzo marcha contra la violencia de Estado y el paramilitarismo. En marzo abatido 'Raúl Reyes' en la Operación Fénix, crisis diplomática con Ecuador y Venezuela, al violar su territorio; asesinado ‘Iván Ríos’. En febrero, muere el excomandante del EPL: Bernardo Gutiérrez. El 26 de marzo muere Manuel Marulanda fundador de las FARC-EP, sucedido por ‘Alfonso Cano’. En mayo se entrega Elda Mosquera 'Karina', y la Operación Sonar en Antioquia. En julio de 2008 la Operación Jaque, libera a Ingrid Betancourt y 14 secuestrados. Operativos contra las FARC-EP en Cauca y Arauca. En 2009 se desarrolló la operación brasileña para la liberación de 6 secuestrados; la Operación Fuerte en Cundinamarca; Combates en Meta, Caquetá, Cauca y La Guajira. En 2010 realizadas la operación brasileña para la liberación de secuestrados, la Operación Dinastía y Camaleón. En julio Crisis diplomática entre Colombia y Venezuela, por supuesta presencia de comandantes de las FARC-EP en Venezuela. Entre 2000 y 2010 las FARC-EP y el ELN se enfrentaron en Arauca (el ELN aliado con militares), Cauca, Valle del Cauca, Nariño (el ELN aliado con Los Rastrojos), Antioquia, y la Costa Caribe, hasta un cese al fuego firmado en 2010.

Conflicto armado de Colombia durante el gobierno de Álvaro Uribe
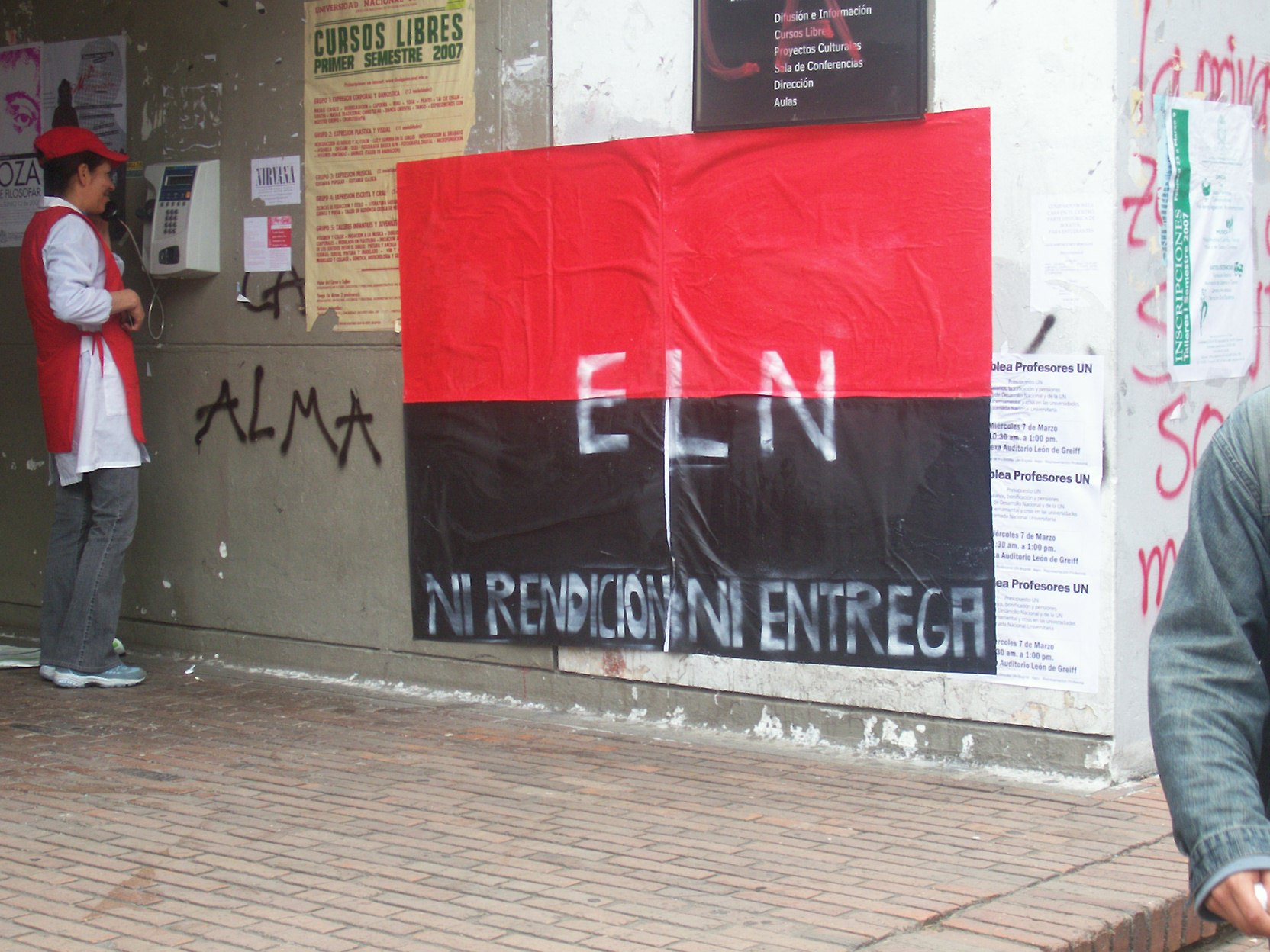
Bandera del ELN en la Universidad Nacional de Colombia. Las universidades han sido victimas del conflicto armado interno.
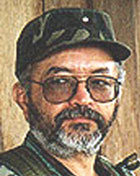
Luis Edgar Devia Silva alias ‘Raúl Reyes’, abatido el 1 de marzo de 2008.
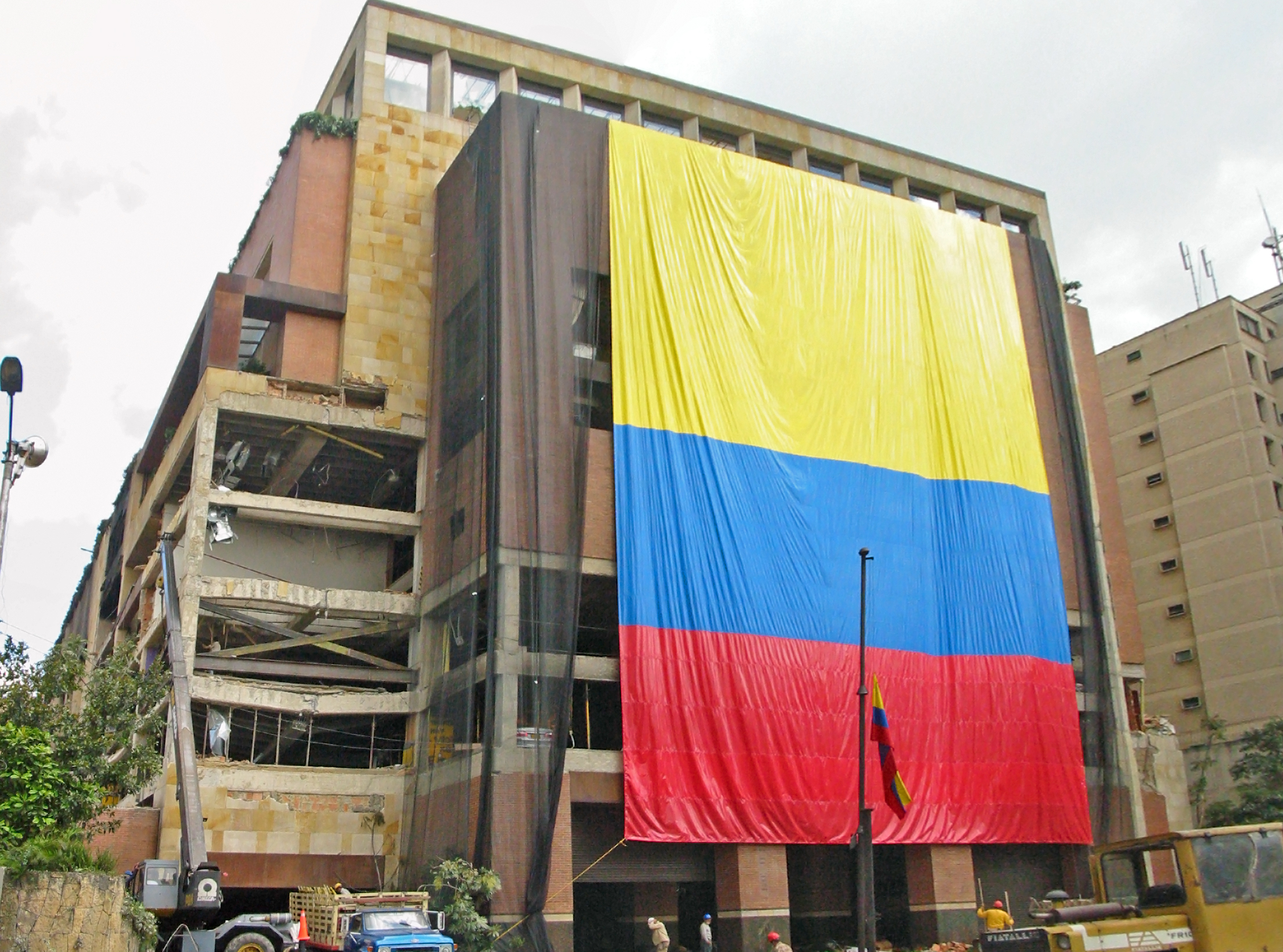
Reconstrucción del Club el Nogal tras atentado de las FARC-EP en 2003.
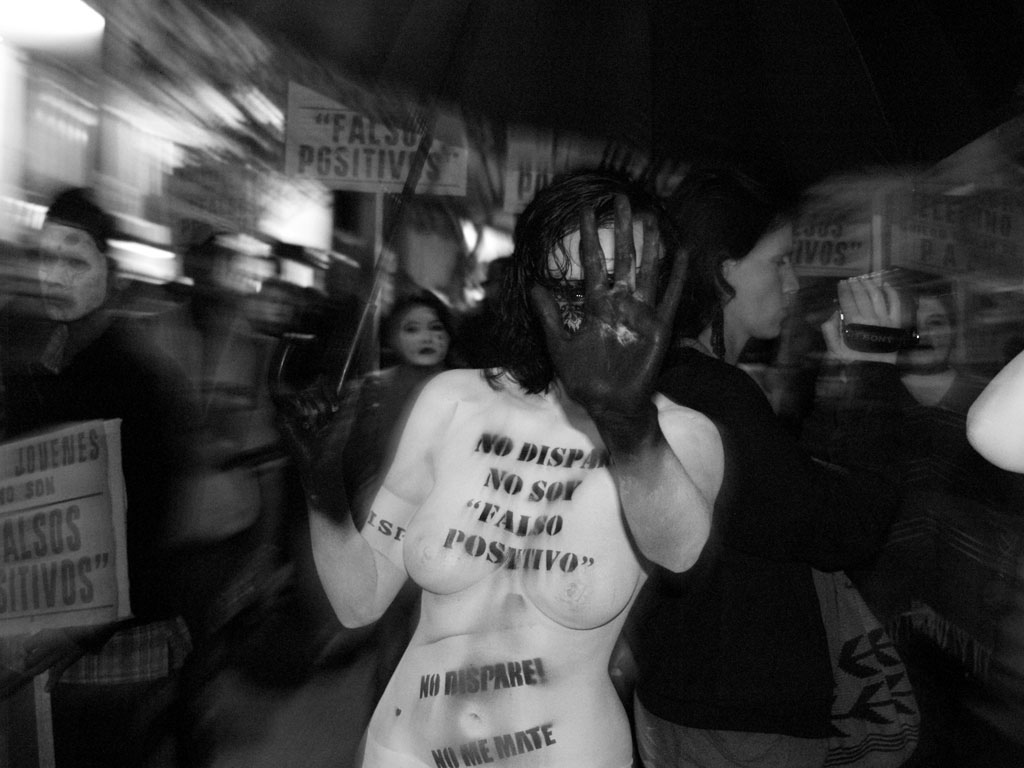
Protesta de artistas en Bogotá junto a las madres de Soacha por los Falsos positivos, asesinados por el Ejército Nacional.
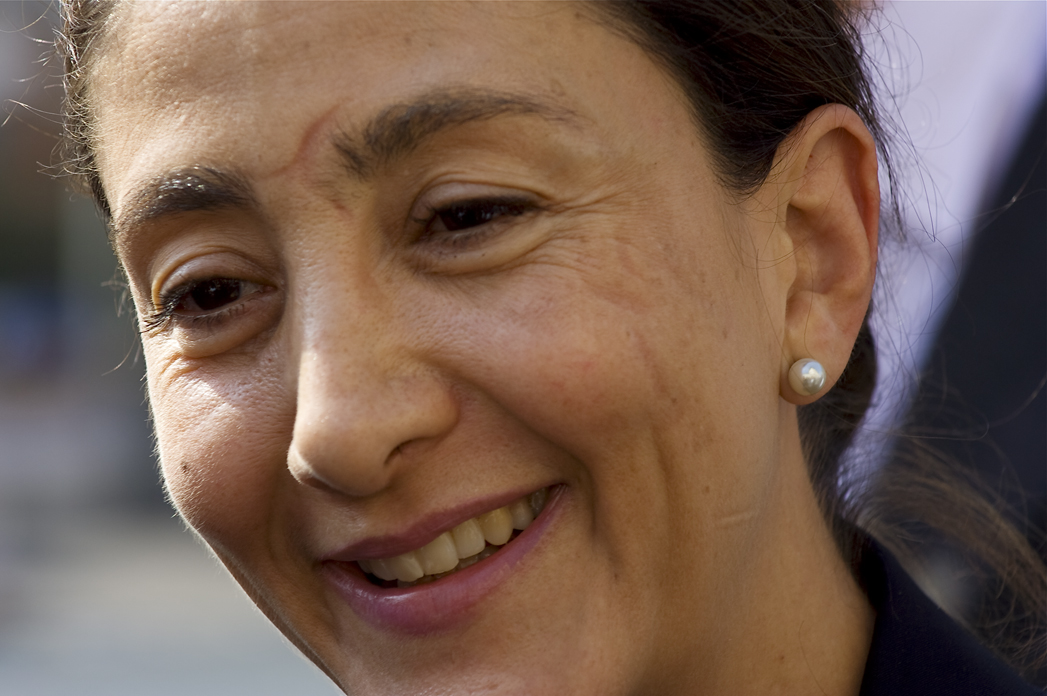
Íngrid Betancourt secuestrada por las FARC-EP en 2002. En 2008 fue rescatada por el Ejército Nacional  junto a tres estadounidenses.
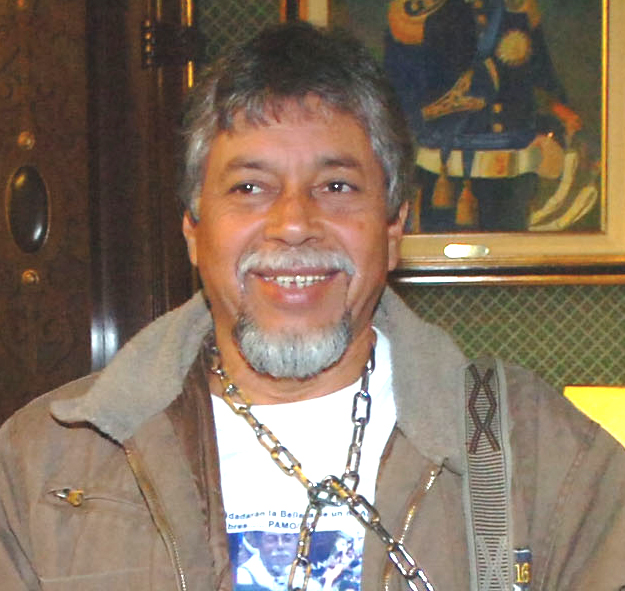
Gustavo Moncayo en 2008.
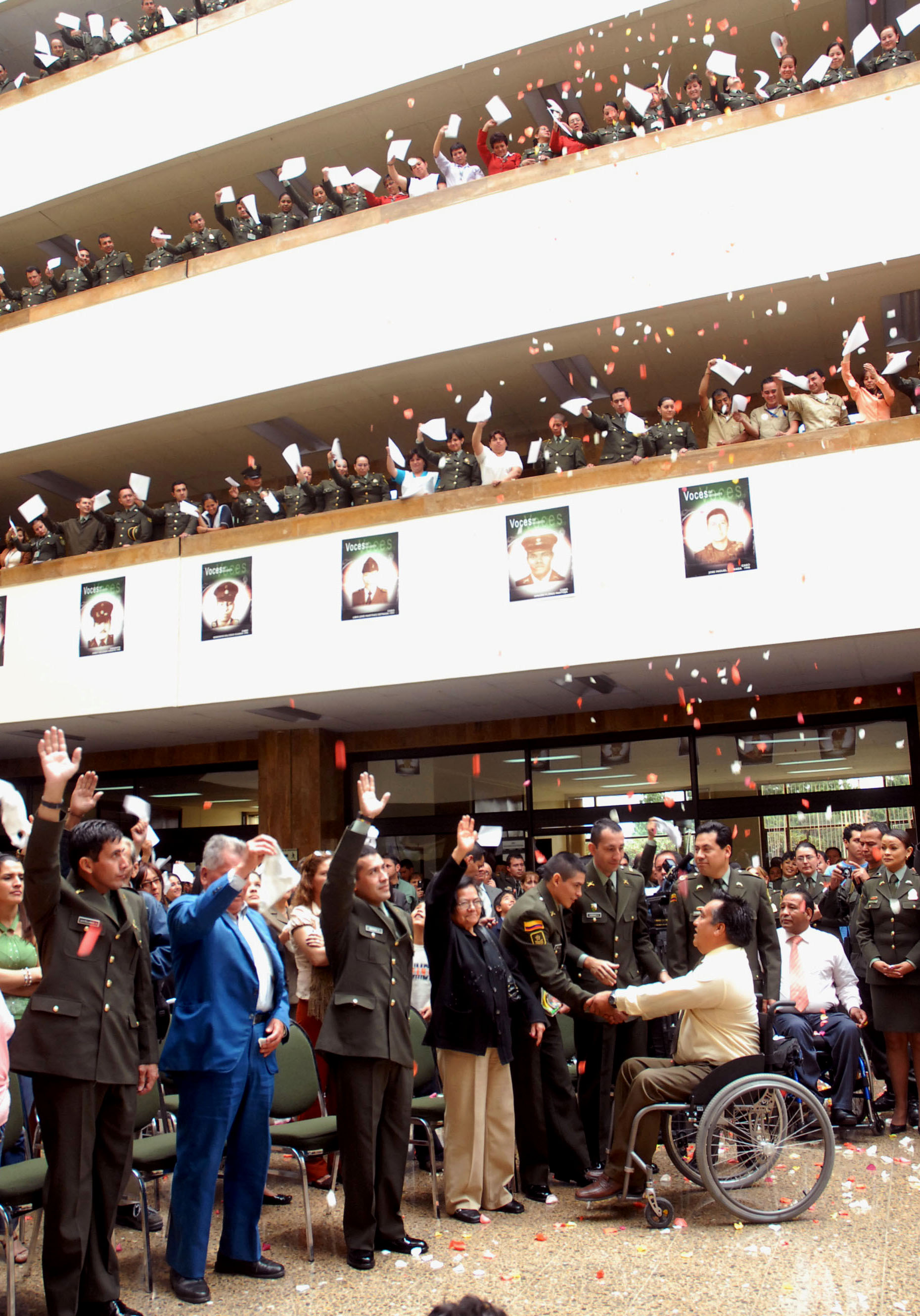
Homenaje a policías rescatados en la Operación Jaque.
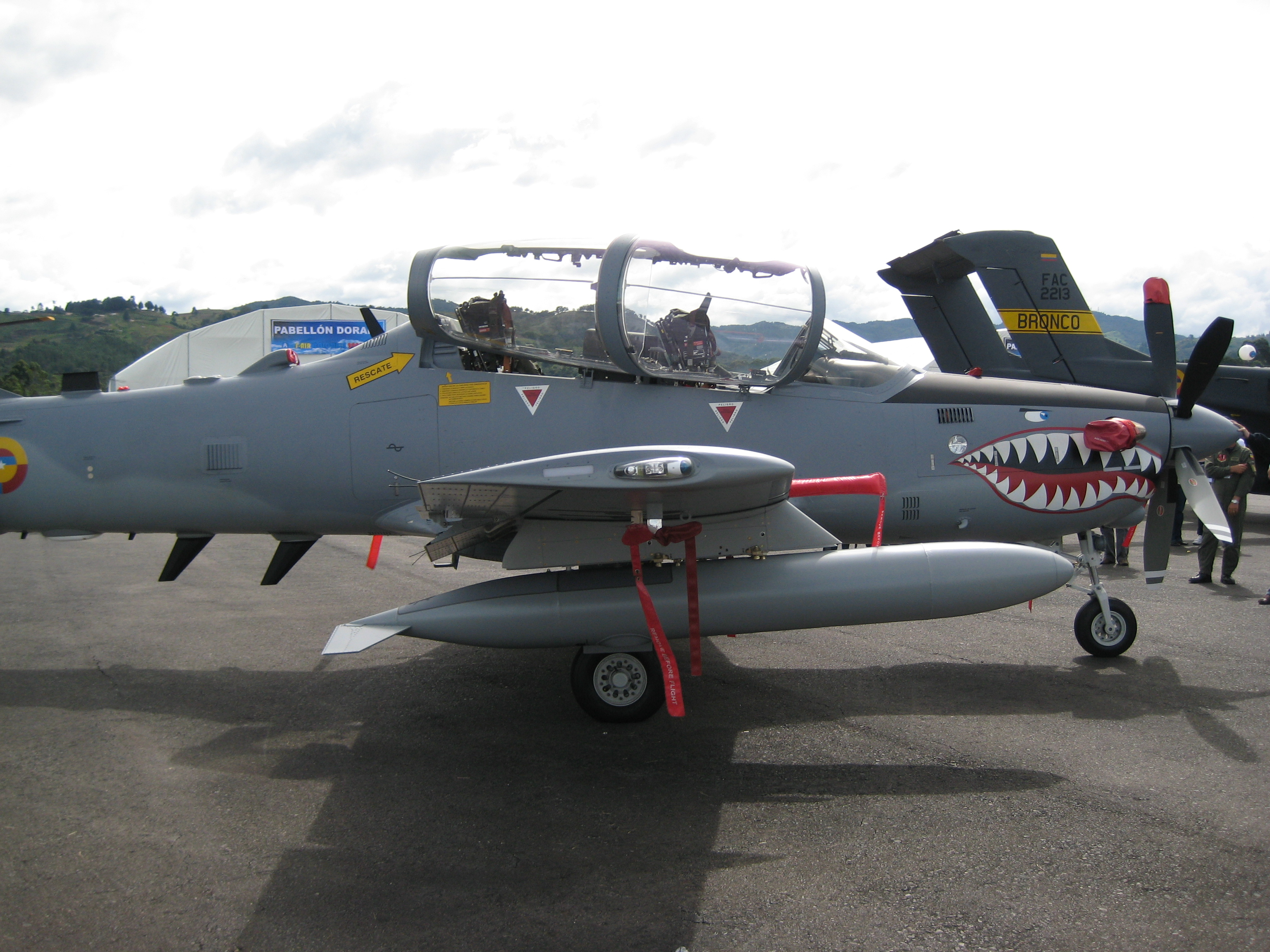
Un A-29 Super Tucano de la Fuerza Aérea Colombiana durante la exhibición aérea F-Air de 2008.
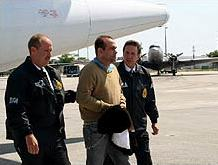
Extradición de Salvatore Mancuso.

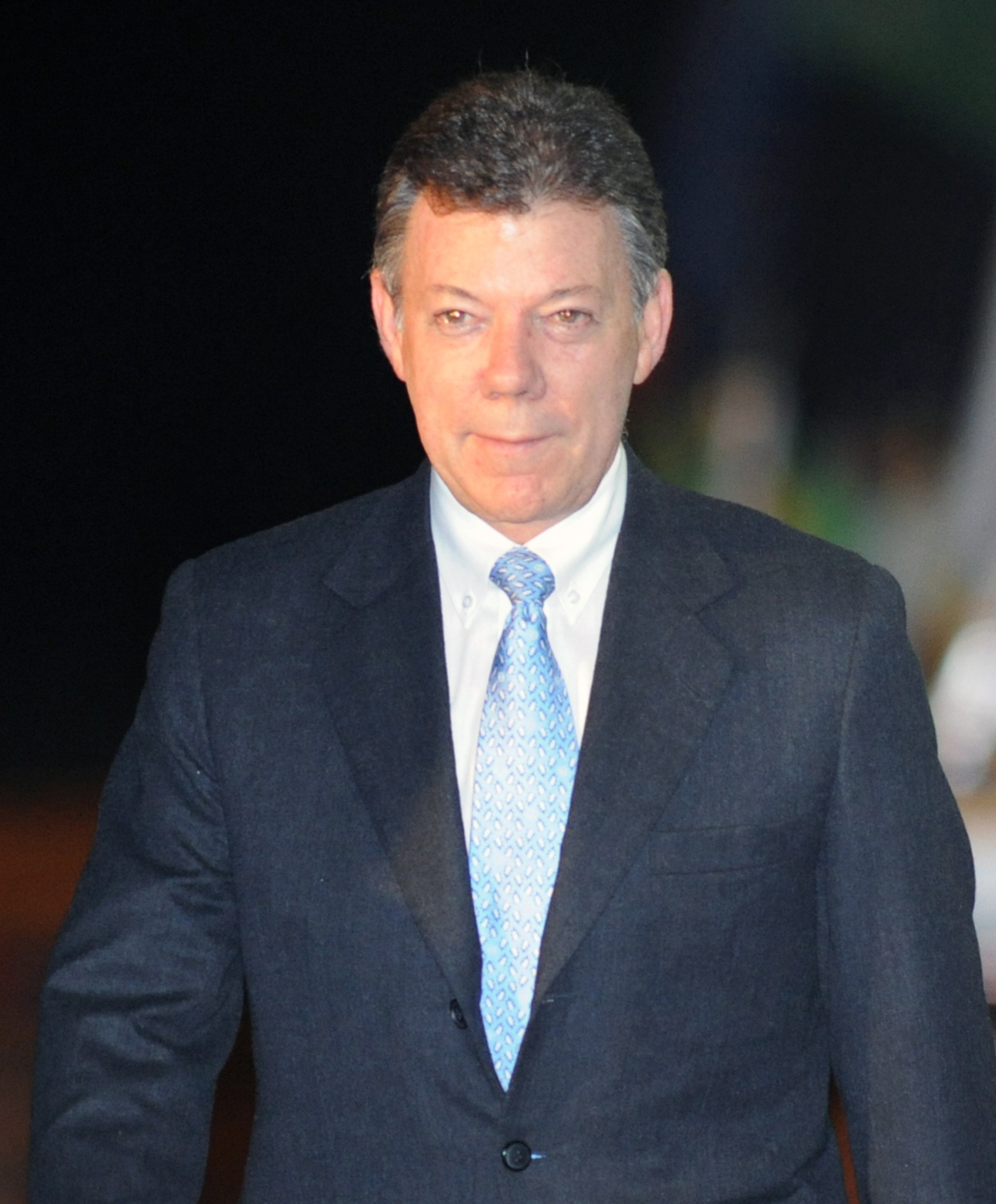
Juan Manuel Santos presidente de Colombia (2010-2018)

## Conflicto armado interno de Colombia en el Gobierno de Juan Manuel Santos (2010-2018)
Electo Juan Manuel Santos, quien debido a los éxitos militares alcanzados como Ministro de Defensa, fue apoyado por Álvaro Uribe, como candidato por el Partido Social de Unidad Nacional, victoria en segunda vuelta contra Antanas Mockus. Santos empezó una política de acercamiento con gobiernos latinoamericanos de izquierda, con los cuales Uribe se había distanciado (Hugo Chávez en Venezuela, Rafael Correa en Ecuador, Fidel y Raúl Castro en Cuba), con el objetivo de conseguir apoyo para iniciar el proceso de paz, provocando la molestia de Uribe, convirtiéndose desde el congreso en detractor y opositor de su gobierno. El éxito parcial de los diálogos de paz con las FARC-EP le permitió aspirar a una reelección en 2014 (última para un presidente, en 2015 se eliminó la reelección), ganando en segunda vuelta frente al candidato del partido uribista Centro Democrático, Óscar Zuluaga. 
En agosto de 2010, atentado a Caracol Radio por las FARC-EP,en septiembre fue abatido Jorge Briceño ‘Mono Jojoy’, en la Operación Sodoma, en La Macarena (Meta), en noviembreOperación Némesis contra ‘Fabián Ramírez’, se adelantaban contactos para diálogos exploratorios,  y fue abatido el comandante en jefe de las FARC-EP, Guillermo León ‘Alfonso Cano’ en la Operación Odiseo en Cauca, en noviembre de 2011, sucedido por Rodrigo Londoño 'Timochenko'. Atentado contra Fernando Londoño en mayo de 2012. Inicio del proceso de paz con las FARC-EP en septiembre, combates y ataques en Caquetá, Arauca, Córdoba, Cauca, Nariño, Putumayo, La Guajira, y Chocó entre 2012 y 2015. Después de casi cuatro años de negociaciones en La Habana (Cuba) con altas y bajas, el 23 de junio de 2016 se firmó el último de los seis (6) puntos de la agenda de negociación, con Humberto de La Calle como jefe del equipo negociador del gobierno, declarando el cese bilateral de hostilidades, el desarme, desmovilización y reintegro a la vida civil de las FARC-EP.Las conversaciones se extendieron por dos (2) meses más hasta el 28 de agosto, totalmente discutidos y aprobados por ambas partes se firmaron de manera oficial los acuerdos en Cartagena el 26 de septiembre, sometiéndose a un plebiscito que se desarrolló el 2 de octubre, siendo rechazados por estrecho margen. Las FARC-EP, en su Décima Conferencia en La Macarena (Meta), casi todos sus integrantes aceptaron los acuerdos firmados a excepción de varios integrantes del Frente 1. El gobierno respondió con atacar a las disidencias de las FARC-EP secuestran un funcionario de la ONU en mayo de 2017, liberado en julio. El gobierno diálogo con los promotores del NO a los acuerdos, para negociar o modificar los acuerdos. El 12 de noviembre, se logró la renegociación y la modificación de los acuerdos con las FARC-EP, firmado los acuerdos con estas modificaciones el 24 de noviembre en el Teatro Colón de Bogotá y radicados en el Congreso de la República para su estudio, ratificación e implementación aprobando el texto. Con esta ratificación e implementación en el Congreso, inició el proceso de desmovilización de insurgentes y de entrega de las armas, desde el 1 de diciembre de 2016, desarme que terminó el 14 de agosto de 2017,entregando 8.112 armas a la ONU, destrucción de municiones, caletas, minas antipersona, granadas y explosivos. El gobierno aseguró el proceso de paz en la Constitución mediante la Vía Rápida o Fast Track (discusión y aprobación inmediata de leyes en el Congreso), mecanismo aprobado por la Corte Constitucional. Por su contribución a la búsqueda de la culminación del conflicto, el presidente Juan Manuel Santos fue galardonado en Oslo (Noruega) con el Premio Nobel de la Paz en 2016.
El ELN realizó ataques, emboscadas y secuestros como en 2013 en Chitagá (Norte de Santander), en 2015 en Güicán (Boyacá) Arauca entre otras regiones.  En octubre de 2016, después de más de 2 años de fase exploratoria, el gobierno y el ELN anunciaron en Caracas (Venezuela) el inicio formal del proceso de paz sin cese al fuego, siendo Ecuador, Venezuela, Brasil, Chile, Noruega y Cuba, los países garantes del proceso. El gobierno se niega a iniciar la negociación hasta que liberen a todos los secuestrados, el ELN libera a Odín Sánchez con el indulto de dos guerrilleros presos, como gestores de paz en el proceso. En febrero de 2017 en Quito (Ecuador), fase pública de negociación. Entre septiembre y enero de 2018, cese al fuego bilateral entre el gobierno y el ELN, por la visita oficial del Papa Francisco a Colombia. En marzo de 2018 reanudan conversaciones de paz en Quito, nuevo cese al fuego bilateral. Guerra entre el ELN y la disidencia del EPL, en Catatumbo (Norte de Santander), y entre el ELN y disidencias de las FARC-EP en Nariño y Cauca. Las disidencias de las FARC-EP secuestran y asesinan a 5 periodistas ecuatorianos, por lo que Ecuador anunció en abril de 2018 su retiro como país garante. Se acuerda continuar los inconclusos diálogos de paz en La Habana (Cuba). Operaciones de la Fuerza Pública como Agamenón Solemne, Zeus, Hércules entre otras, contra Bacrim, GAO (Grupos Armados Organizados) y disidencias de las FARC-EP (enfrentadas entre sí y lideradas por 'Guacho', ‘Rodrigo Cadete’, ‘Gentil Duarte’, ‘Iván Mordisco’, ‘John 40’, entre otros), grupos que se financian del narcotráfico y minería ilegal, realizan asesinatos, masacres y desplazamientos forzados. Desmanteladas Bacrim Los Paisas y Los Rastrojos, debilitamiento de la Oficina de Envigado, los Bloques Meta y Libertadores del Vichada y grupos de disidencias de las FARC-EP. Desmovilizado el ERPAC. Detenidos en 2012: Daniel Barrera ‘El Loco Barrera’;'Martín Llanos´ de las ACC; Diego Pérez ‘Rastrojo’; Maximiliano Bonilla ‘Valenciano’ de la Oficina de Envigado; Erick Vargas ‘Sebastián’; en 2015 ‘Jhonatan’ del Bloque Meta; en 2017 ‘Tom’ de la Oficina de Envigado. Abatidos Pedro Guerrero ‘Cuchillo’ del ERPAC en 2010, Juan Úsuga ‘Giovany’ en 2012; en 2015 Víctor Navarro ‘Megateo’ de 'Los Pelusos; y Martín Farfán ‘Pijarvey’. Se entregan los hermanos Javier y Luis 'Los Hermanos Comba’, en 2012. El Clan del Golfo y la Oficina de Envigado piden ser incluidos en un proceso de paz, pero estos grupos no tienen estatus político y deben someterse a la Justicia.

## Conflicto armado interno de Colombia desde 2018

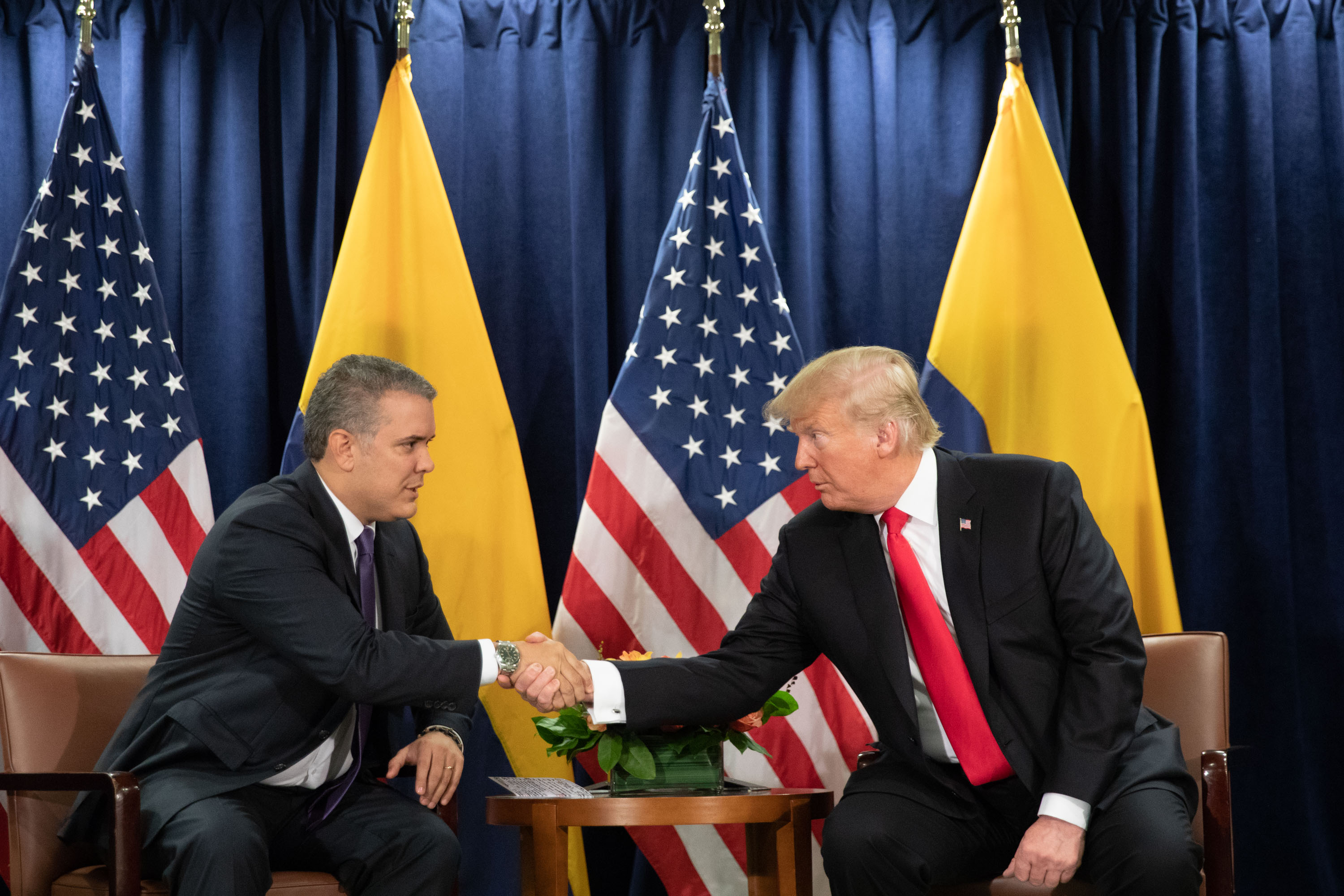
El presidente Iván Duque con el presidente de Estados Unidos, Donald Trump, en septiembre de 2018.

### Gobierno de Iván Duque (2018-2022)
Iván Duque llega a la presidencia gracias al respaldo del expresidente Álvaro Uribe y su partido Centro Democrático, gana en segunda vuelta las elecciones de 2018 ante Gustavo Petro. Intentó modificar los acuerdos de paz con las FARC-EP, son rechazadas por el Congreso las objeciones a la Jurisdicción Especial de Paz (JEP), tribunal especial creado para juzgar y castigar a los partícipes del conflicto armado interno. Dejó de reconocer a Venezuela como uno de los países garantes en el proceso de paz con el ELN y reclama a Maduro por la crisis en Venezuela, y la presencia histórica del ELN en Venezuela. Presencia de los carteles de la droga de México (Sinaloa y Jalisco Nueva Generación), en Colombia para apoderarse de la cadena de narcotráfico.Atentado contra la escuela de policía General Santander en enero de 2019 por el ELN, se reactivan órdenes de captura y fin del proceso de paz con el ELN; Cuba y Noruega, países garantes del proceso, manifestaron que respetarán los protocolos pactados entre el gobierno y el ELN. En agosto de 2019, Iván Márquez, Jesús Santrich, Romaña y El Paisa, entre otros, vuelven a las armas debido a incumplimientos del gobierno con los acuerdos de paz. En Antioquia, desde 2018 guerra entre el Clan del Golfo y Los Caparrapos (desmantelados en 2021). En noviembre de 2019, renuncia el Ministro de Defensa, Guillermo Botero por un bombardeo en agosto de 2019, en San Vicente del Caguán(Caquetá) contra el GAOR de 'Gildardo Cucho' abatidos con este 18 menores de edad, presentados como guerrilleros. Crisis humanitaria en Cauca, y Arauca. Se presentan el Paro Nacional de 2019-2020 del 21 de noviembre hasta marzo de 2020, las protestas contra la violencia policial y el Paro nacional de 2021,rechazando las medidas económicas del gobierno, las masacres, el asesinato de líderes sociales (más de 1200 desde los acuerdos de paz) y excombatientes (más de 320 hasta 2022), los incumplimientos a los acuerdos de paz, generan movilizaciones y protestas que dejan muertos y violaciones a los DDHH. Guerra entre el Clan del Golfo y el ELN en Chocó. Enfrentamientos entre Disidencias de las FARC-EP y con el ELN. Las disidencias de las FARC-EP ejecutan el atentado a la Brigada 30 del Ejército Nacional en Cúcuta, y atacan el helicóptero presidencial. Paros armados del ELN en 2020 y 2022. Denuncias por interceptaciones y perfilamientos; desplazamiento forzado; envío de tropas de EE.UU a Colombia. Investigaciones a militares por delitos sexuales. Desde 2018 las Operaciones de la Fuerza Pública como Aquiles, en el Bajo Cauca; Agamenón, contra Clan del Golfo; Esparta contra GAO 'Los Pelusos',Orión internacional contra el narcotráfico, entre otras. Abatidos en 2018 'Guacho', en 2019 'Rodrigo Cadete' y  'Gildardo Cucho', en 2021 'Jesús Santrich', Hernán Darío Velásquez 'El Paisa' y Henry Castellanos Romaña de las disidencias de las FARC-EP, (en Venezuela); 'Pacora' de Los Pelusos en 2019; 'Chucho Mercancía', del Clan Pachencha y 'Gallero' del La Constru;'Uriel' del ELN,  'Caín' de Los Caparrapos, y 'Marihuano'  del Clan del Golfo. Abatido en 2022 Gentil Duarte. Capturado en 2021 y extraditado en 2022 Dairo Úsuga 'Otoniel', jefe máximo del Clan del Golfo, generando Paro Armado.

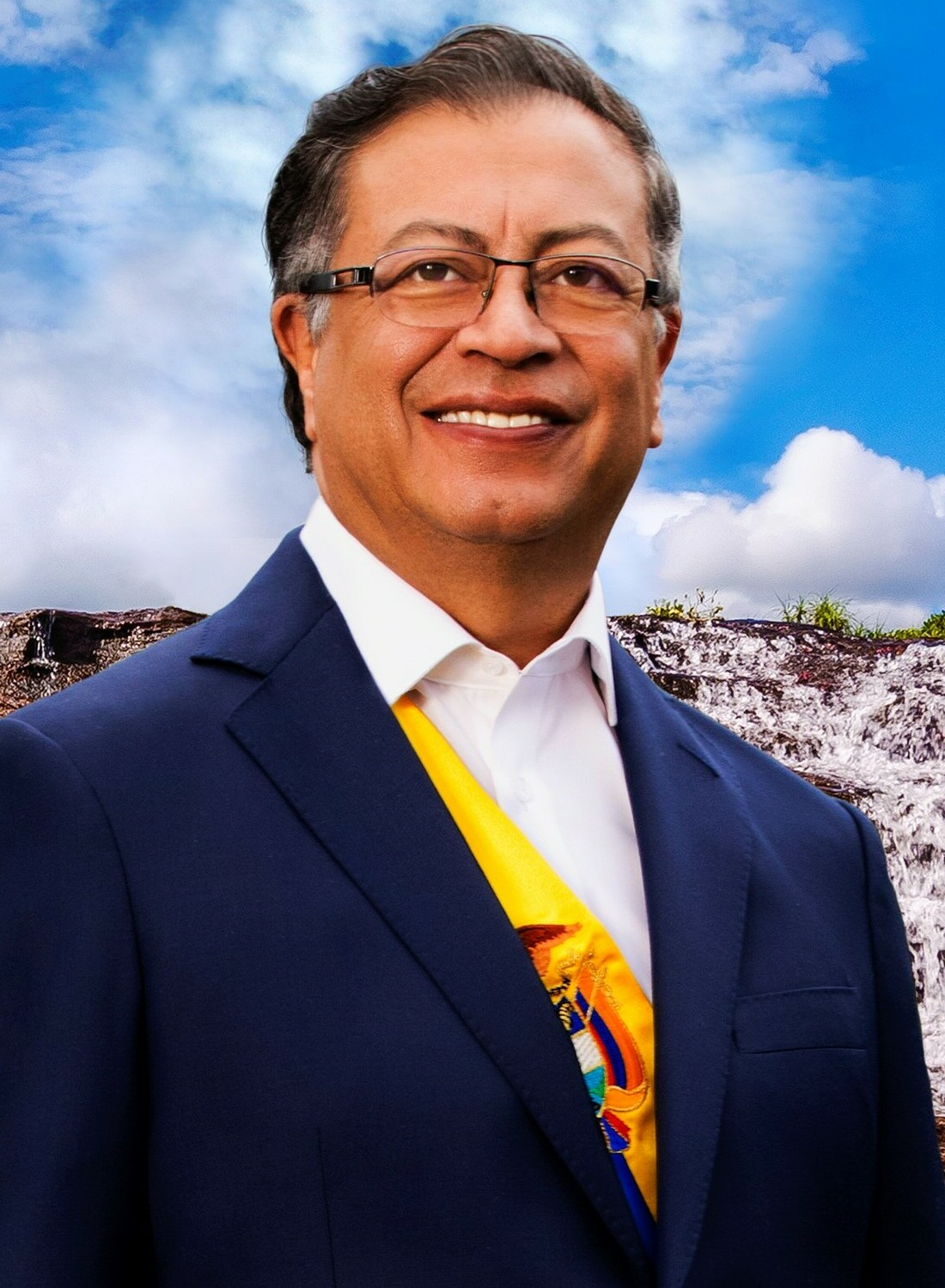
Gustavo Petro, actual presidente de Colombia para el periodo 2022-2026.

### Gobierno de Gustavo Petro (2022-2026)
Gustavo Petro es elegido presidente en la segunda vuelta de las elecciones de 2022, apoyado por la coalición del Pacto Histórico de centro izquierda, que llegó por primera vez al poder. Presenta la propuesta de Paz Total, realiza reformas a la Fuerza Pública. Se desarrollan diálogos de paz y cese al fuego con el ELN, las disidencias de las FARC-EP, el Clan del Golfo y los Pachenca o Autodefensas de la Sierra Nevada, entre otros grupos.  El conflicto se ha desescalado, pero persisten las masacres, asesinatos de líderes sociales, secuestros y desplazamiento continúan en varias regiones del país.

## Víctimas y efectos del conflicto armado interno
El conflicto armado interno colombiano ha generado miles de muertos, lisiados, secuestrados, desaparecidos y afectados por diferentes acciones violentas, crisis de desplazamiento forzado. Colombia es clasificado como uno de los países más violentos del mundo y uno de los más afectados por el narcotráfico. Desde 1960 se han registrado innumerables combates, asaltos, tomas guerrilleras, incursiones armadas, desapariciones forzadas (según el Centro Nacional de Memoria Histórica existe un registro de 83 mil víctimas de desaparición forzada, mientras que organizaciones sociales y de derechos humanos advierten que contando los casos no registrados podrían ser entre 90 y 120 mil, entre 1988 y 2012, se presentaron 25,007 víctimas de desaparición forzada); masacres (entre 1985 y 2012, se registran 1982 casos que dejan 11.751 víctimas, los paramilitares realizan el 58.8%, las guerrillas el 17,3%, las FF.MM el 8% y grupos no identificados el 14%), desplazamiento forzado (hasta 2019, son 7’816.500 personas que han huido de la violencia según el Centro de Monitoreo de Desplazamiento Interno (IMDC) en 2019);  secuestros (entre 1970 y 2010, se registraron 27.023 víctimas de secuestros de los cuales el 90.6% fueron realizados por guerrillas y el 9.4% por paramilitares); falsos positivos (civiles asesinados y presentados como guerrilleros muertos en combate (en febrero de 2021 la Jurisdicción Especial de Paz reconoció 6.402 casos de falsos positivos, en el periodo presidencial de Álvaro Uribe 2002-2008); minas antipersona (Se calcula que en Colombia hay sembradas unas 100 mil minas antipersonal, y las principales víctimas son civiles); reclutamiento forzado (Según el Centro Nacional de Memoria Histórica entre 1960 y 2016, unos 16.879 niños fueron reclutados a la fuerza. Informes de la ONU muestran en 2017 hubo 169 casos y 293 víctimas en 2018) violencia sexual (se registran entre 1988 y 2012 fueron 1754 las víctimas en casos de violencia sexual por parte de todos los actores del conflicto armado); terrorismo, torturas, entre otros hechos violentos.
En 2013 un estudio cifró en 220 mil las muertes causadas por el conflicto desde 1958.  Según el informe “¡Basta ya!: Colombia: memorias de guerra y dignidad” (2013) del Centro Nacional de Memoria Histórica, los grupos paramilitares son responsables del 40% de las muertes civiles, los grupos insurgentes del 25% y los agentes del Estado del 8%. Los dos periodos presidenciales de Álvaro Uribe (2002-2010) fueron los años con mayor cantidad de víctimas: 3.633.840 de víctimas según el Registro Único de víctimas. Para 2020 según el Registro Único de víctimas se cuentan:8.989.570 víctimas de 11.202.790 eventos o hechos victimizantes.
Los grupos sociales que más víctimas han tenido en el conflicto armado interno de Colombia han sido: campesinos, indígenas, afrodescendientes; los grupos políticos: Unión Patriótica, Movimiento A Luchar, Frente Popular, Esperanza, Paz y Libertad, Partido Comunista Colombiano, El Frente Unido del pueblo, sindicalistas, líderes sociales, excombatientes, periodistas, defensores de derechos humanos; docentes, estudiantes, universidades y la población LGBT.
El movimiento sindical también fue objeto de violencia sistemática. Entre 1971 y 2023 fueron asesinados 3.323 sindicalistas, 449 sufrieron atentados contra su vida, 254 fueron víctimas de desaparición forzada, 7.884 amenazados de muerte y 1.987 trabajadores y dirigentes resultaron desplazados. En muchos casos, el estado colombiano fue cómplice de esta violencia.
Impacto ambiental
Los cultivos ilícitos, la aspersión de glifosato, las voladuras de oleoductos, la minería ilegal, y el extractivismo generan destrucción de la flora y fauna,(Colombia es el segundo país con más biodiversidad en el planeta), deforestación y destrucción de cultivos, la contaminación de las fuentes hídricas que abastecen la agricultura, la pesca y los acueductos con la incorrecta disposición final del mercurio y el cianuro. La Jurisdicción Especial de Paz reconoció a la naturaleza o medio ambiente como víctima del conflicto en 2019 por las acciones de los diferentes actores armados como: minera ilegal, voladura de oleoductos, aspersiones aéreas, deforestación, intervenciones en los ríos, entre otras. La naturaleza y los ecosistemas del país han sido utilizados y afectados de manera significativa por todos los actores armados, sin tener en cuenta su fragilidad. Acciones bélicas como bombardeos, atentados contra oleoductos, desplazamiento forzado, y despojo de tierras han tenido consecuencias devastadoras en el medio ambiente. Por ejemplo, en un solo ataque en diciembre de 1990, el Ejército Nacional lanzó 186 bombas en la zona rural de La Uribe, Meta, afectando hasta ocho hectáreas de suelo, bosques y aguas, así como la diversidad de animales y plantas presentes en ellos.
Cifras infladas
Algunos presidentes en Colombia han usado como estrategia inflar o exagerar de manera desmedida la información sobre el conflicto y el narcotráfico, para justificar el aumento del presupuesto de defensa, ayuda de otros países (Plan Colombia), nuevos impuestos (como el impuesto al patrimonio por Álvaro Uribe) o diversas reformas tributarias. 
Debate político por definición de “conflicto interno” y beligerancia
Gracias a la Ley de Víctimas y Restitución de Tierras (Ley 1448 de 2011)en el gobierno de Juan Manuel Santos se reconoce la existencia de un conflicto armado interno. El reconocimiento del conflicto no implica un reconocimiento a la beligerancia de los grupos armados ilegales.  Según el Derecho Internacional Humanitario (DIH) un grupo beligerante, es aquel “grupo de población de un Estado que se alza en lucha armada contra un orden constitucional legal y vigente establecido”, para que pueda ser reconocido, es necesario un reconocimiento jurídico internacional por parte de otros sujetos del sistema jurídico internacional, y reunir las siguientes condiciones: «Dominio real y efectivo de una parte considerable del territorio del Estado». «Constitución de un aparato político-militar». «Aplicación irrestricta de las normas del DIH»: En virtud de la Ley 782 de 2002, no es necesario calificar como grupo “político” a un grupo armado para negociar.
Zonas Más Afectadas por el Conflicto (ZOMAC) y Territorios Programa de Desarrollo con Enfoque Territorial (PDET) 
En 2017, el gobierno nacional seleccionó 344 municipios que a lo largo del conflicto presenciaron mayor cantidad de actos violentos, actividad de grupos delictivos, número de víctimas y desplazados. Además se crearon lo PDET para desarrollar 170 municipios más afectados por el conflicto, narcotráfico y abandono estatal (36% del territorio nacional), durante los siguientes 15 años. Están centrados en comunidades de zonas rurales y remotas, buscan impulsar el desarrollo y la paz mediante un enfoque participativo. Estos programas se enfocan en la creación de hojas de ruta detalladas para el desarrollo sostenible, incluyendo el fortalecimiento de la infraestructura, el mejoramiento de la calidad de vida y la promoción de la equidad social.

## Memoria Histórica, esfuerzos por la paz, la verdad y la reconciliación, e impacto cultural
En Colombia, el 9 de abril (fecha del asesinato de Jorge Eliécer Gaitán, que dio inicio a las revueltas nacionales conocidas como el Bogotazo) fue destinado para conmemorar el 'Día de la Memoria Histórica y Solidaridad con las Víctimas del Conflicto Armado, tras varias iniciativas de movimientos sociales, es creado el Centro Nacional de Memoria Histórica que, junto a ONG's, fundaciones, líderes y colectivos sociales, grupos de estudio, artistas y universidades, se han encargado de llevar a cabo el trabajo de memoria, reconocimiento, reivindicación de derechos y reconciliación durante el conflicto armado interno. Se han producido protestas y movimientos populares contra los diferentes actores del conflicto armado, como han sido: la creación del Comité Permanente por la Defensa de los Derechos Humanos (CPDH) en 1979, el Movimiento de la Séptima papeleta para la Constitución de Colombia de 1991, el del Mandato por la Paz de 1997. A principios del siglo XXI: Homenaje a las víctimas del paramilitarismo, la parapolítica y los crímenes de Estado, Un millón de voces contra las FARC y el Gran Concierto por la Paz en 2008. En 2019, la "Marcha por la Vida", como rechazo al genocidio de los líderes sociales y excombatientes y a la poca voluntad del gobierno para evitar y combatir estos hechos, este reclamo también fue incluido en el Paro Nacional de 2019. En 2020 la Marcha por la dignidad, la Minga del Suroccidente y la Peregrinación por la vida y por la paz, son algunas de la gran cantidad de marchas, iniciativas y movilizaciones sociales. Algunos lugares de memoria son: la Red Colombiana de Lugares de Memoria, el Monumento a la paz elaborado con armas entregadas por el EPL en 1991, el Parque Conmemorativo Inflexión en Medellín, el Centro de Memoria Histórica, el Contra monumento Fragmentos de Doris Salcedo y mujeres víctimas del conflicto, la Plaza y Monumento de los Caídos en Bogotá, el Monumento a las víctimas del paramilitarismo en Puerto Boyacá. El conflicto ha inspirado obras, manifestaciones culturales y representaciones artísticas en diversos campos como la literatura, la música, el teatro, las artes plásticas, el grafiti, el muralismo, la poesía, la caricatura, la escultura, las artes plásticas, cinematografía, televisión, e incluso en el deporte. Contribuyendo a dar a conocer la situación que se vive en Colombia, las causas del conflicto, sus acontecimientos y sus consecuencias.
En el marco del esfuerzo continuo de Colombia por superar las secuelas de su prolongado conflicto armado, la creación y promoción de espacios dedicados a la memoria histórica han jugado un papel crucial. Estos espacios buscan no solo conmemorar a las víctimas y documentar los eventos del conflicto, sino también facilitar un proceso de reflexión colectiva y aprendizaje. Al ofrecer un panorama más completo y humano del conflicto, estos espacios abarcan desde monumentos y museos hasta iniciativas culturales y educativas, gracias a esto, estos lugares se convierten en pilares fundamentales para la construcción de una cultura de paz y reconciliación. La participación activa de comunidades locales, víctimas, excombatientes y otros actores sociales en estos proyectos refleja un compromiso compartido con la construcción de una narrativa inclusiva y representativa de la historia reciente de Colombia. Gracias a estos lugares y acciones se está promoviendo un entendimiento más profundo y empático tanto como en niños y adultos de las experiencias vividas durante este período. Es destacable en estos esfuerzos de memoria histórica y reconciliación es el papel transformador de las mujeres que estuvieron involucradas en el conflicto. Muchas de ellas, habiendo experimentado de primera mano las dificultades del conflicto, han tomado la iniciativa en sus comunidades para liderar procesos de paz y reconstrucción social. Sus experiencias únicas y perspectivas han enriquecido el proceso de memoria colectiva, aportando visiones críticas que abordan tanto las causas como las consecuencias del conflicto en los niveles más personales y comunitarios. Mediante su activa participación en la creación y gestión de espacios de memoria y proyectos de desarrollo comunitario, estas mujeres están allanando el camino hacia una paz duradera.
El periodista Gregory Wilpert cree que, al centrarse en los crímenes de las FARC-EP, los principales medios de comunicación colombianos dieron una visión distorsionada del conflicto. De hecho, las encuestas de opinión indican que la mayoría de los colombianos ven a la guerrilla como la principal responsable del conflicto armado, mientras que las paramilitares han matado a más gente. Un estudio realizado por la investigadora Alexandra García sobre más de quinientos artículos publicados en los principales periódicos entre 1998 y 2006 reveló que la gran mayoría de los artículos que hacían referencia a la violencia cometida por organizaciones paramilitares se referían únicamente a "hombres armados" u "hombres encapuchados", sin más detalles sobre los autores. Por el contrario, en el caso de la violencia protagonizada por guerrilleros, se les mencionaba explícitamente.